# Festung Schollberg

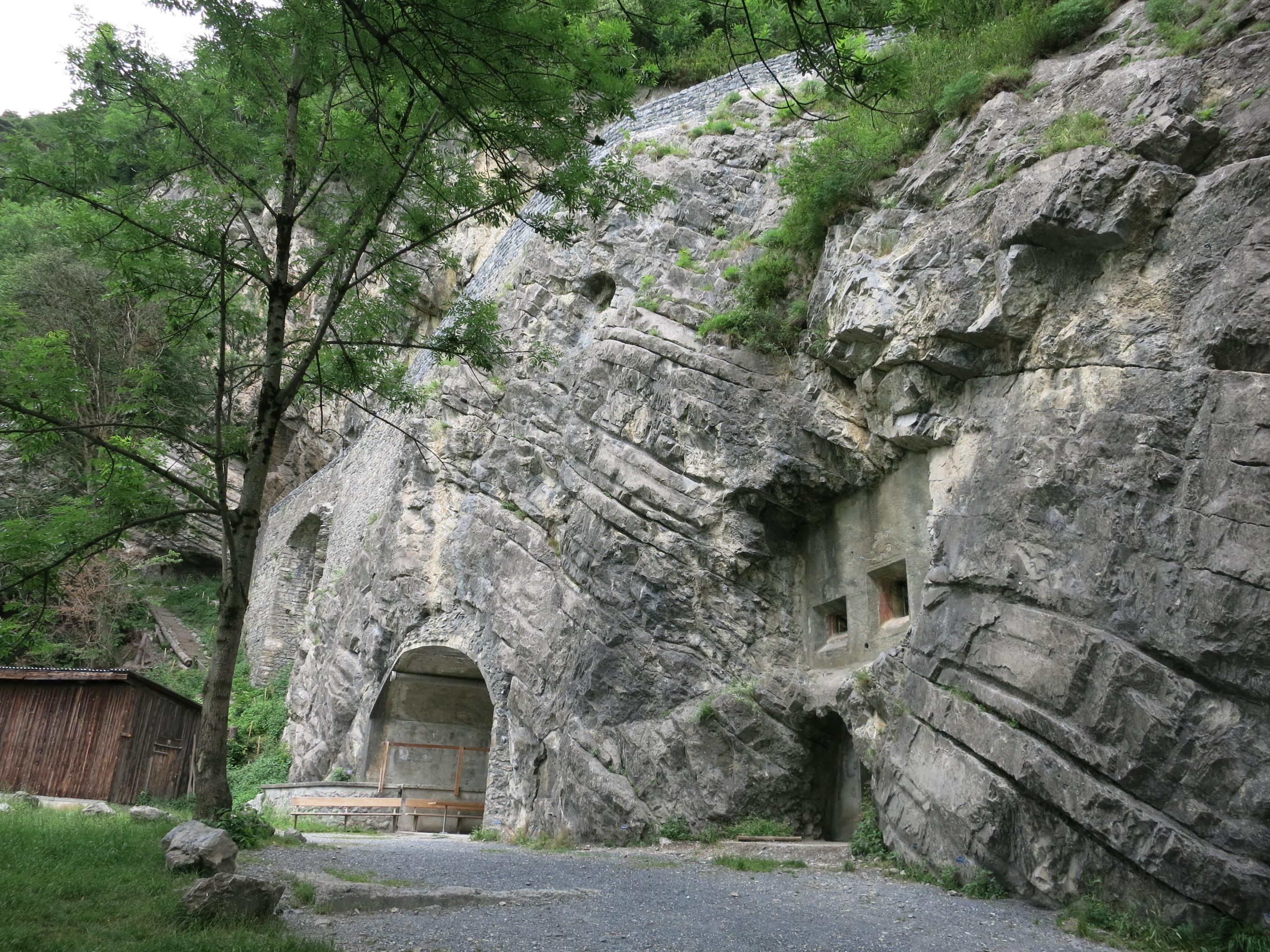
Infanteriewerk Schollberg 3 A 6100

Die Festung Schollberg (Armeebezeichnung A 6100) ist ein ehemaliges Festungswerk der Abwehrfront «Schollberg-Sarganserau-Tschingel» der Schweizer Armee im Festungsgebiet Sargans. Sie wurde als Teil der Sperrstelle Sarganser Au in der gleichnamigen Felswand bei Trübbach gebaut.
Die Sperrstellen Schollberg (SG), Sarganser Au (SG), Ansstein (GR) und Ellhorn (GR) gelten als militärhistorische Denkmäler von nationaler Bedeutung.

## Geschichte

Militärischer Strassenposten, alte Schollbergstrasse vor Howand um 1800

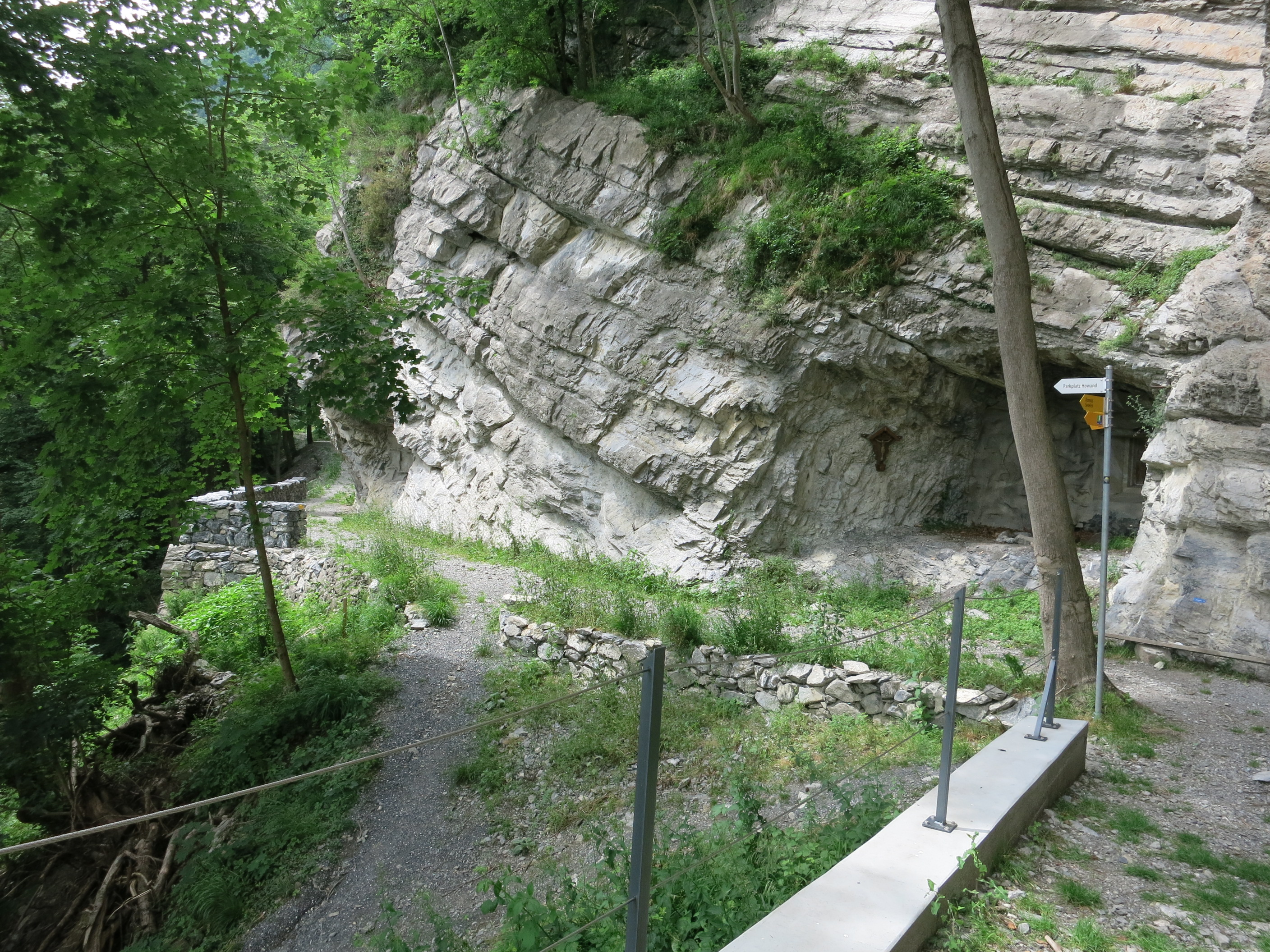
Restaurierte alte Schollbergstrasse von 1492 als Wanderweg über der Festung Schollberg

Die Pässe Matug (Trübbach) und St. Luzisteig waren als strategisch günstige Engnisse bereits in frühgeschichtlicher Zeit befestigt. Der «wilde» Rhein streifte vor der Rheinkorrektion bis um 1850 den Fuss des Schollbergs. In römischer Zeit war die rechtsrheinische Strasse die Hauptverbindung Nord-Süd. Die 1492 eröffnete Schollbergstrasse war der erste von der Eidgenössischen Tagsatzung beschlossene Strassenbau. Sie ersetzte den 200 m höher gelegenen Saumpfad über Matug und bewährte sich bis 1823 als wichtige Handels- und Militärstrasse, bis sie durch die auf einem Damm angelegte (alte) Staatsstrasse abgelöst wurde.
Der Ingenieuroffizierskurs von 1934 schlug den Bau von Werken am Schollberg mit einer Flankengalerie vor, um zusammen mit dem Artilleriewerk Ansstein das Rheintal nördlich von Sargans sperren zu können. Die Festungen Schollberg und Ansstein waren ursprünglich zur Grenzsicherung errichtet worden. Gestützt auf das eidgenössische Befestigungskonzept 1936/37 wurde Ende 1938 der Bau der Grenzbefestigungen Schollberg und Ansstein in Angriff genommen.
Im Frühjahr 1939 wurden sie ins Gesamtkonzept der Festung Sargans eingebunden. Das Artilleriewerk Schollberg 1 hatte vor die Sperrstellen der Schlüsselfront Schollberg-Sarganserau zu wirken und das Infanteriewerk Schollberg 2 direkt in die Schlüsselfront. Nach dem Zweiten Weltkrieg wurde die Festung «Schollberg 2» mit dem Annexbau «Schollberg 3» vergrössert.
Im Norden wurde der Zugang zu den Schollbergfestungen durch die Sperrstelle Schollberg-Trübbach geschützt und im Süden durch die vier Bunkerlinien des Reduitfront-Abschnitts Sperrstelle Sarganser Au.
Das Abwehrdispositiv wurde 1962 mit Anlagen zur Flutung der nördlichen Sarganserebene ergänzt. 1993 wurden zwei Centurion-Panzerabwehrbunker und ein Geländepanzerhindernis (GPH 66) bei der Sperrstelle Sarganserau eingefügt.
Der Kommandoposten der Abwehrfront «Schollberg – Sarganserau – Tschingel», das «KP Vild», wurde 2010 als letztes Objekt in dieser Reduit-Schlüsselfront aus der Geheimhaltung entlassen.

## Artillerie- und Infanteriewerk Schollberg
Im November 1938 begann der Bau des Festungswerkes (Armeebezeichnung A 6100) mit der Sperrstelle Schollberg, dem Artilleriewerk (Schollberg 1), dem Infanteriewerk (Schollberg 2) und 1946 mit Schollberg 3 als Artillerie-Annex für vier mobile 7.5-cm-Kanonen 03/22. Gleichzeitig wurde das gegenüber im Kanton Graubünden liegende Artilleriewerk Ansstein (A 6256) in der Sperrstelle Ansstein erbaut. 1960/61 wurde Schollberg 3 zu einem Infanterie-Annex umgebaut und die vier Kanonen durch eine 9-cm-Pak ersetzt. Anfangs 1980er Jahre wurde aus Schollberg 1 ein Infanteriewerk zur Panzerabwehr.
Schollberg wurde von Truppen der Festungsartillerieabteilung 12 besetzt, der Festungsartilleriekompanie Art Kp 38 (Schollberg 2) und Fest Art Kp 40 (Schollberg 1). Mit der Reorganisation der Armee 1952 wurde die Fest Art Kp 40 für alle drei Schollbergwerke zuständig. Mit der Armee 61 wurde sie in Fest Art Kp I/13 umbenannt. Sie hatte einen Bestand von 370 Mann, wovon 80 Mann zur Festungsinfanterie gehörten. Mit der Umwandlung der Schollbergwerke in Infanteriewerke wurde die Besatzung zur Werkkompanie 50.
1990 wurden die 9-cm-Panzerabwehrkanonen und die übrigen Waffen entfernt und Schollberg diente bis 1999 noch als Unterkunft. 2003 wurden die Werke bis auf die Maschinenräume leer geräumt. 2012 wurde die Schollbergwerke an die Gemeinde Wartau verkauft. Schollberg 3 wurde vom Verein AFOM für Besichtigungen wieder in Stand gestellt.
- Artilleriewerk Schollberg 1 A 6100.01 ⊙
- Infanteriewerk Schollberg 2 A 6100.02 ⊙
- Infanteriewerk Schollberg 3 A 6100.03 ⊙

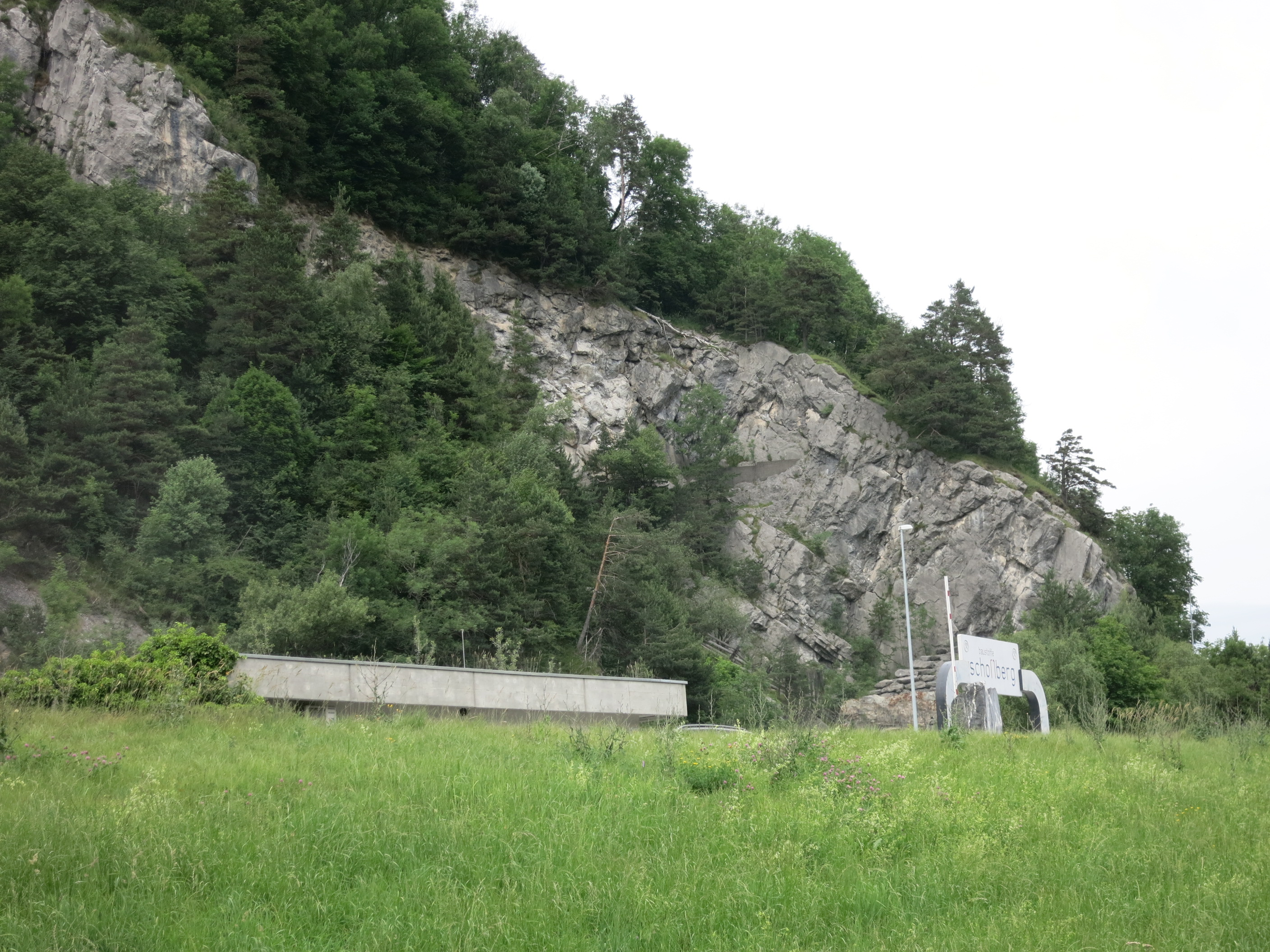
AW Schollberg 1
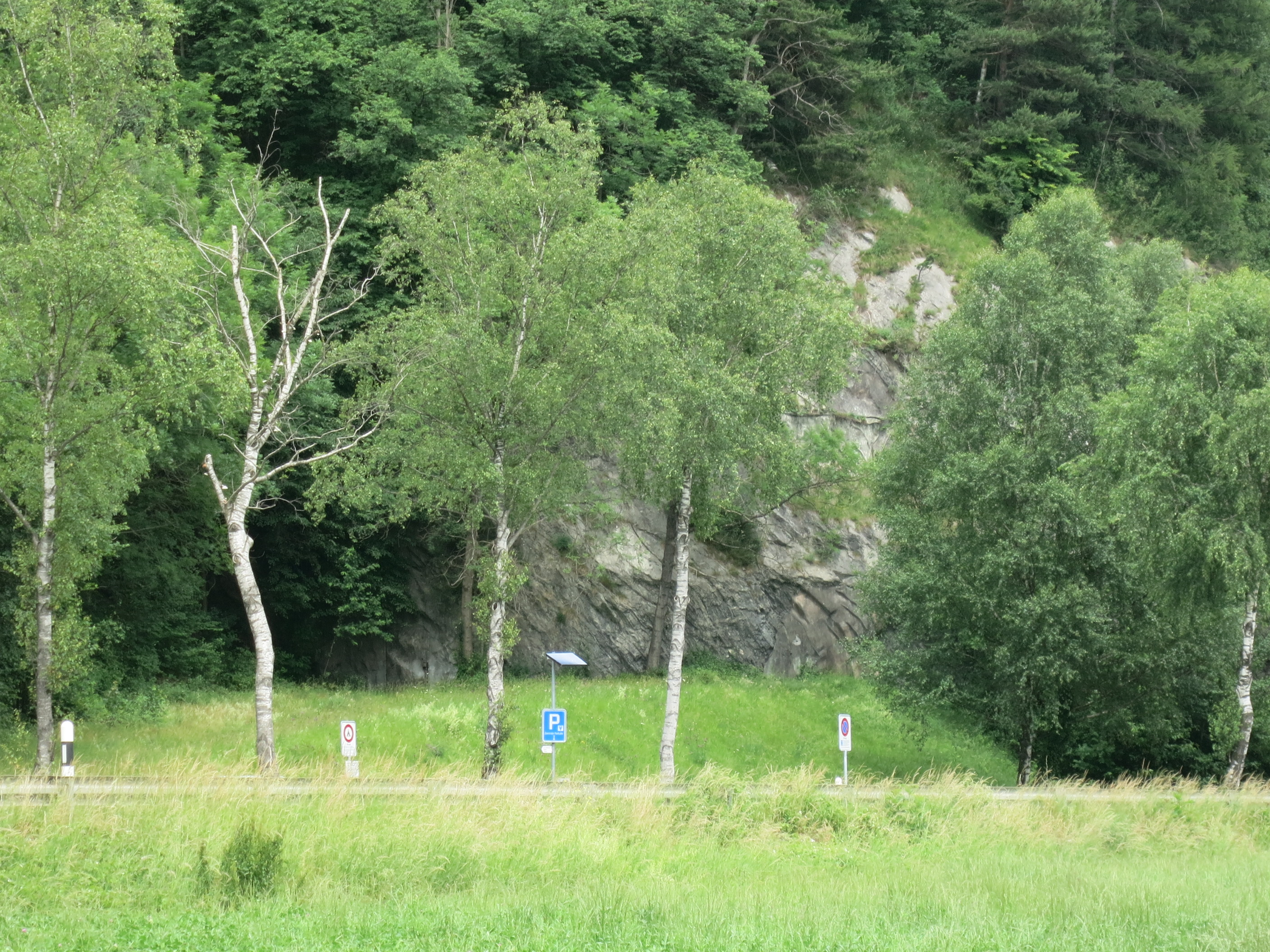
IW Schollberg 2
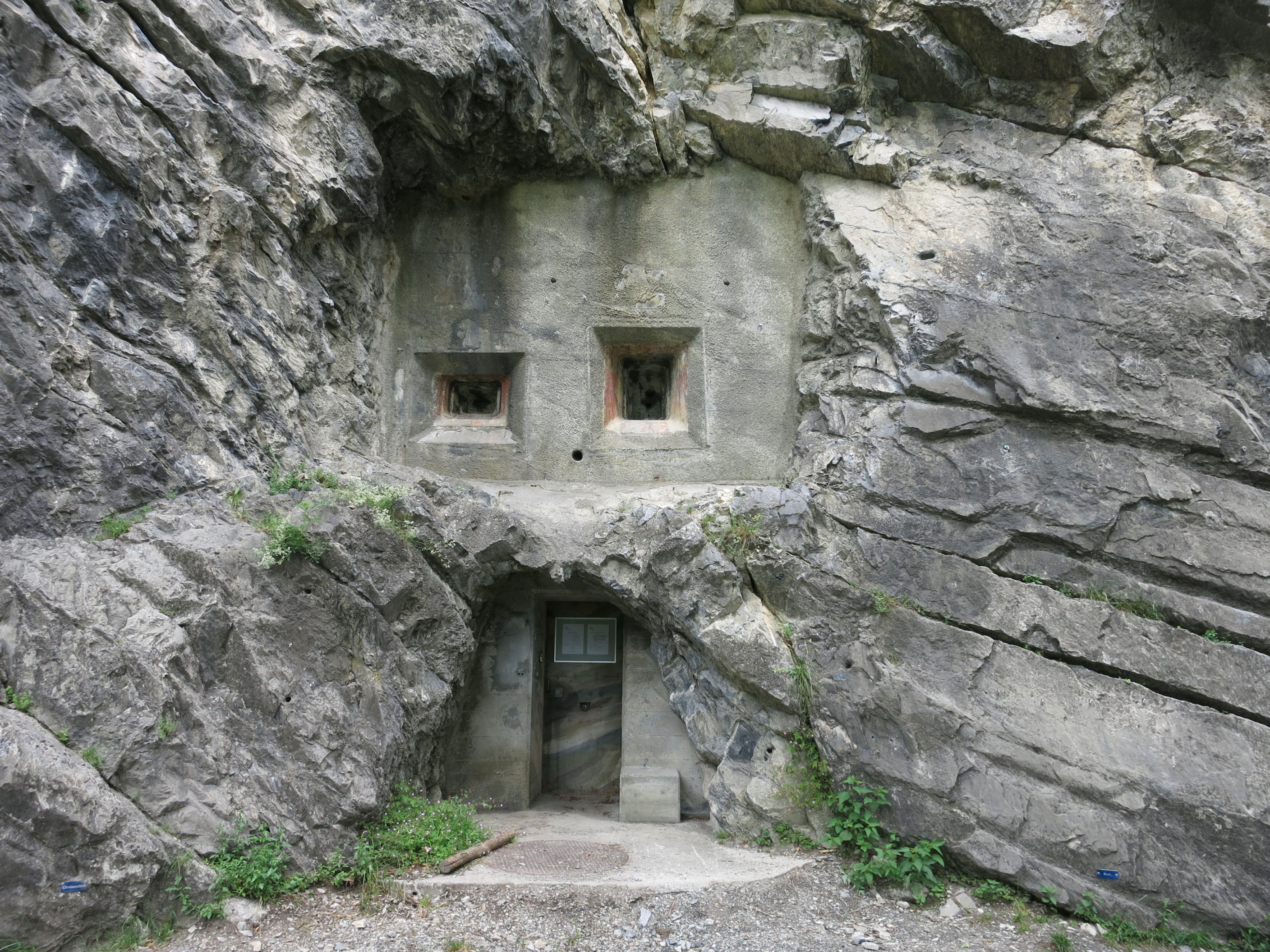
IW Schollberg 3
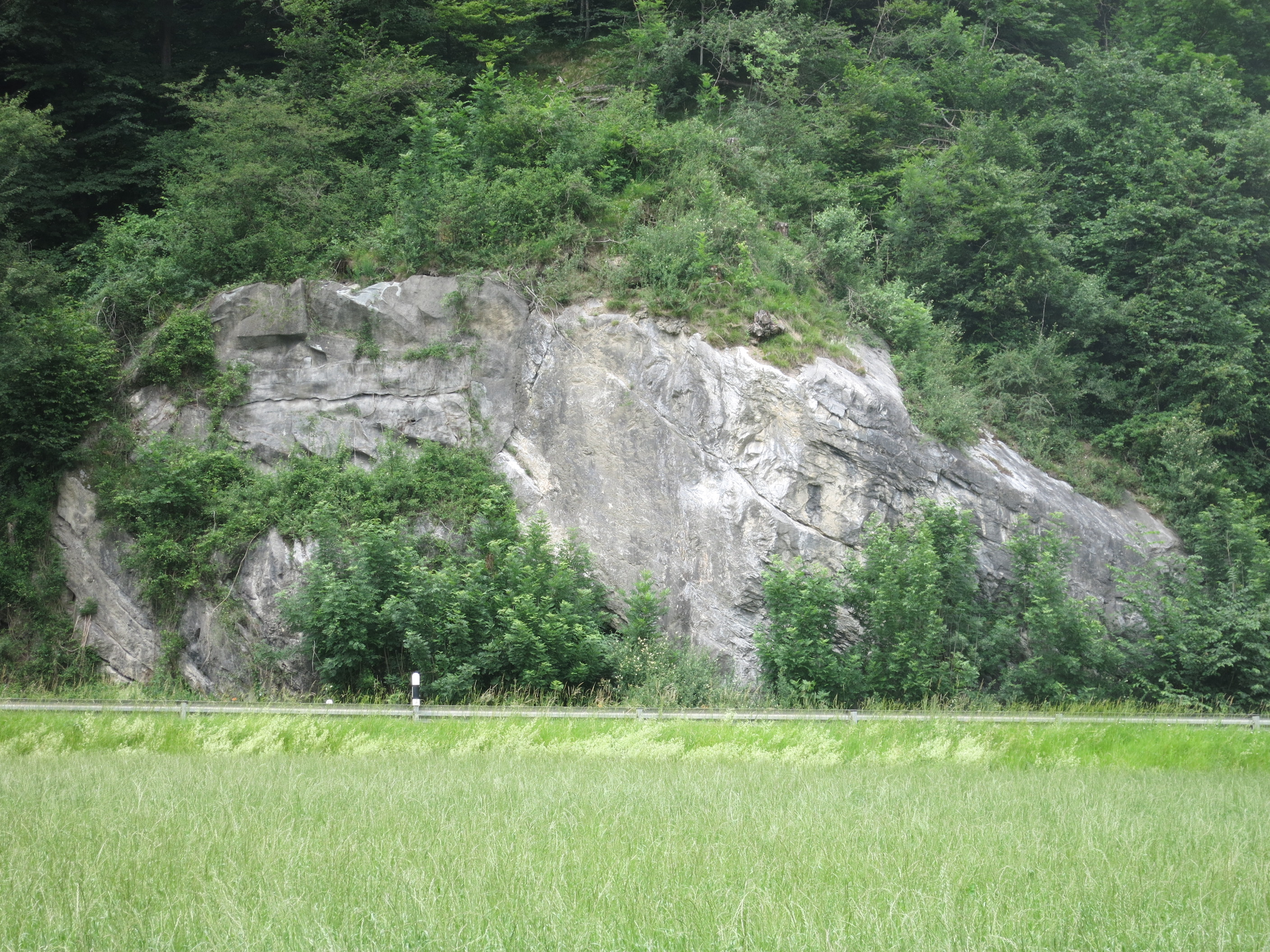
Schollberg 2 Pak Ost A 6103

### Bewaffnung
Das Artilleriewerk war ursprünglich mit zwei 7.5-cm-Kanonen sowie einer 7.5-cm-Gebirgskanone 06 ausgerüstet und die beiden Infanteriewerke mit Maschinengewehren (Mg) und Panzerabwehrkanonen (Pak). Die Waffen waren auf die Sperre Schollberg gerichtet.
- Artilleriewerk Schollberg 1: drei 7.5-cm-Befestigungskanonen, 4.7-cm-Pak (später 9-cm), zwei Mg, Scheinwerferanlage
- Infanteriewerk Schollberg 2 als stärkstes Infanteriewerk der Festung Sargans: eine 24-mm-Pak und drei 4.7-cm-Pak (später 9-cm), acht Mg, Scheinwerferanlage
- Infanteriewerk Schollberg 3: 9-cm-Pak, drei Mg, Scheinwerferanlage

Während der Armee 61 bestand die gesamte Bewaffnung aus fünf 9-cm-Pak, drei 7.5-cm-Kanonen, acht Mg, vier leichten Maschinengewehren (Lmg), sieben Beobachtern und drei Infrarotscheinwerfern. Im Jahr 1994 wurde diese auf zwei 9-cm-Pak und neun Festungs-Mg 51 reduziert.

## Sperrstelle Schollberg
Die Sperrstelle Schollberg (Armeebezeichnung Nr. 1306) diente dem Schutz des Talkessels von Sargans von Norden und Osten. Im Zentrum der Sperrstelle befindet sich das Festungswerk Schollberg, das zur Sperrstelle Sarganser Au gehört. Die Rekognoszierungen für das Geländepanzerhindernis GPH begannen im Februar 1939. Das GPH mit der flankierenden Bunkerkette wurde 1944 fertig gestellt.
Die Sperrstelle besteht aus drei Artilleriebeobachtern, zwei Geschützständen, 19 Infanteriebunkern, 14 Bunkern mit Leichtmaschinengewehr Lmg, fünf Maschinengewehrbunkern und zwei Munitionsmagazinen und 28 Unterständen in Fels oder Beton, zwei Geländepanzerhindernissen GPH mit 22 Strassenbarrikaden und einer Bachsperre. Sie war die wichtigste Sperrstelle zur Verteidigung des nordöstlichen Zugangs in die Festung Sargans.
Am Nordrand der Sperrstelle führt das Geländepanzerhindernis GPH Trübbach, begleitet von einer Bunkerkette, vom Rheinufer bei Trübbach mit einer nordwestlichen Verlängerung bis zum Kurhaus am Alvier.
Der Trübbach wurde Mitte der 1970er Jahre saniert und zu einem Tankgraben ausgebaut. Die Sperrstellen Schollberg und Ellhorn (GR) gehörten einsatzmässig zusammen.

### Anlagen Abschnitt Alvier

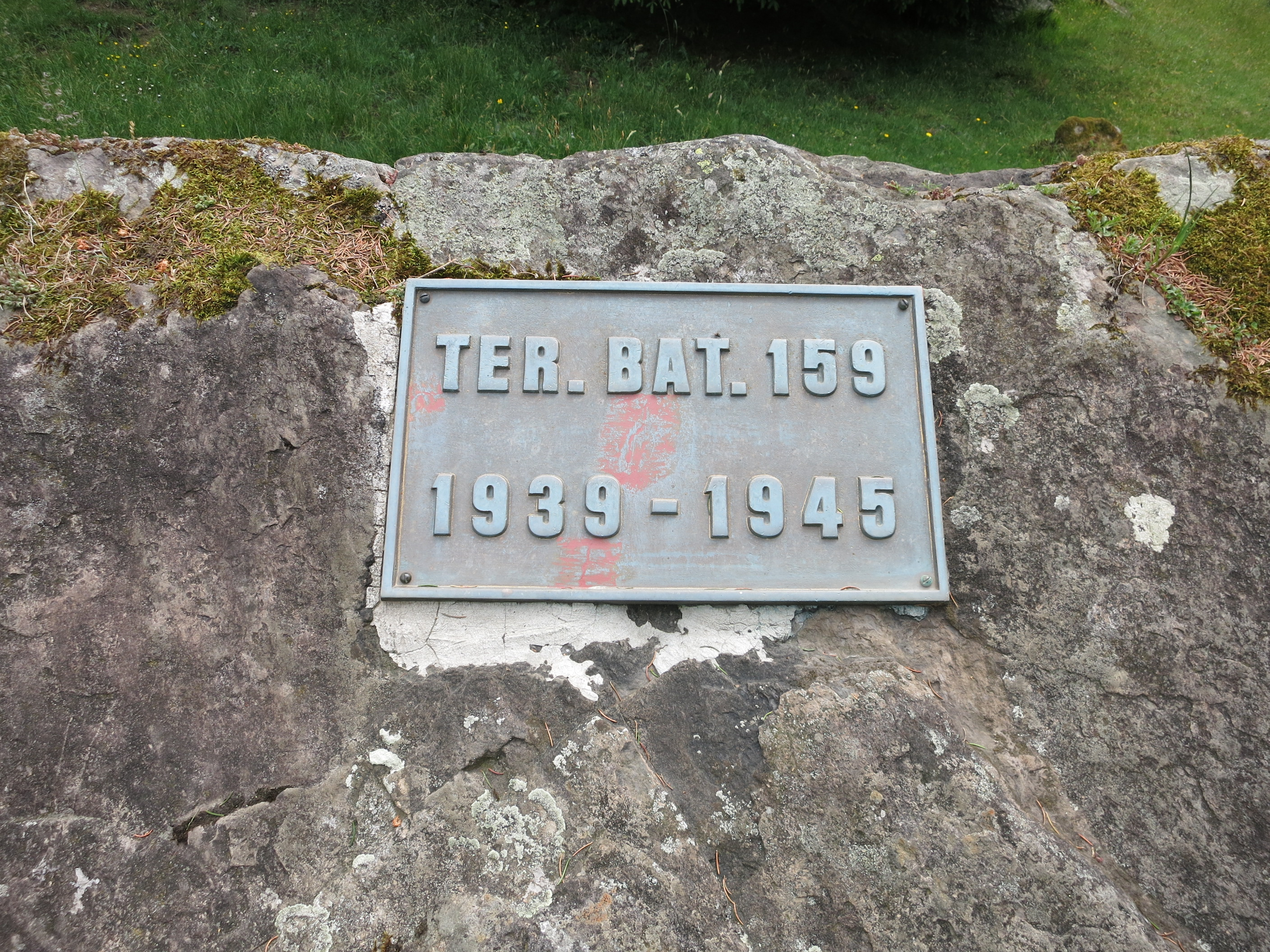
Gedenktafel Ter Bat 159

Die Verlängerung des GPH Trübbach entstand bis 1942 auf den Bergweiden des Alviers mit einer Gruppe von Bunkern und Unterständen, um eine Umgehung im Norden zu verhindern.
- Artilleriekommandoposten und Beobachter Guggstein A 6050 ⊙
- Infanteriebunker Buchboden A 6051 2 Mg 		⊙
- Infanteriebunker Kalberboden A 6052 		⊙
- Infanteriebunker Alvier V A 6053 Lmg 		⊙
- Unterstand Alvier II A 6054 		⊙
- Infanteriebunker Alvier IV A 6055 Lmg		⊙
- Artilleriekommandoposten und Beobachter Guggstein A 6050 Lmg		⊙
- Infanteriebunker Alvier II A 6058 Lmg		⊙
- Infanteriebunker Alvier I A 6059 Lmg		⊙
- Infanteriebunker Kaufboden A 6060 Mg		⊙
- Infanteriebunker A 6061 Lmg		⊙
- Infanteriebunker Malanserholz I A 6062 		⊙
- Unterstand Lavadarschberg A 6063		⊙
- Infanteriebunker Lafadarsch-Loch A 6064 Lmg		⊙
- Infanteriebunker Lafadarsch A 6065 Mg		⊙
- Infanteriebunker Eichendohlenweg A 6066 Lmg		⊙
- Infanteriebunker Flied A 6067 Lmg		⊙

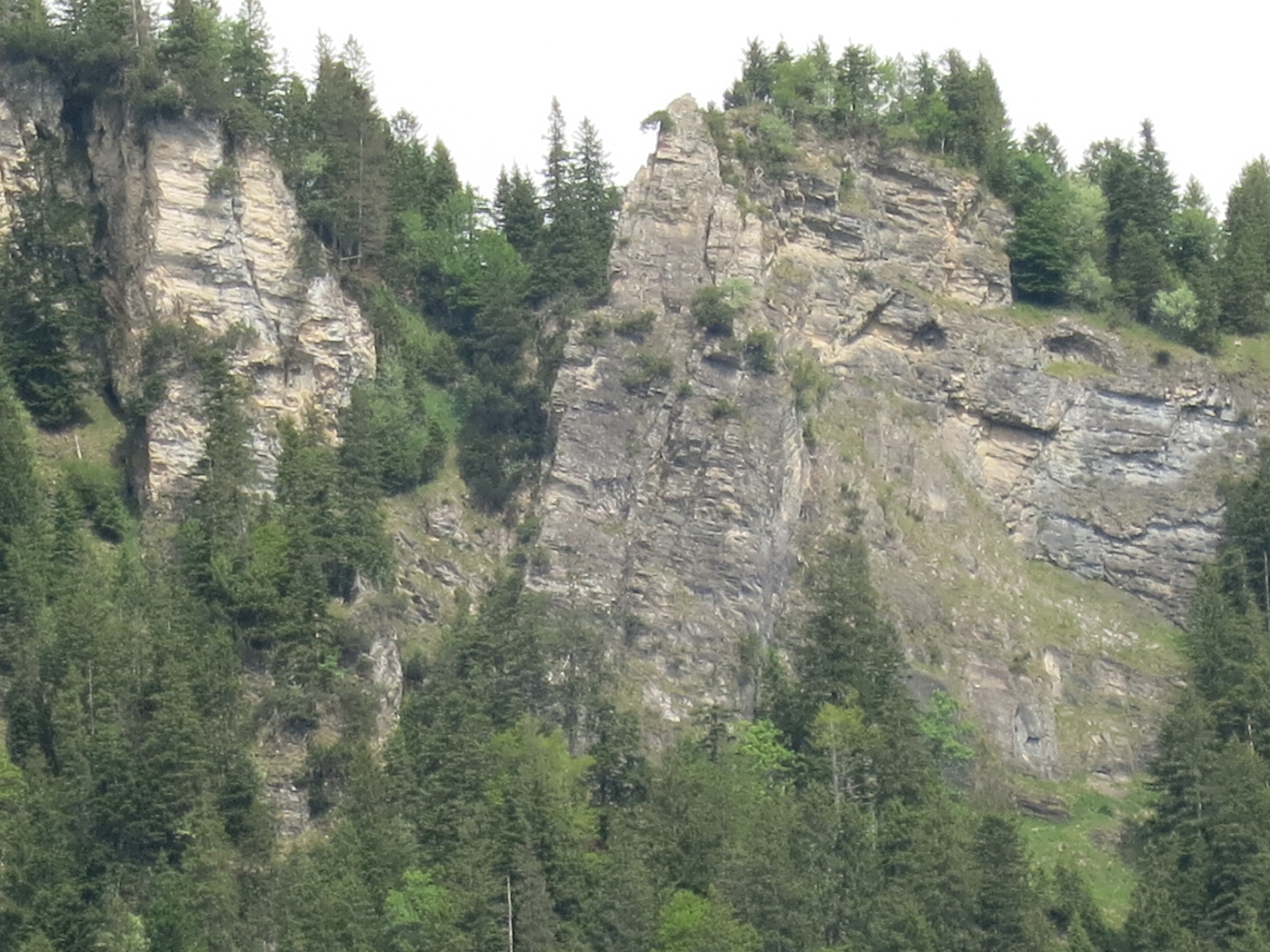
Artillerie KP, Beobachter Guggstein A 6050
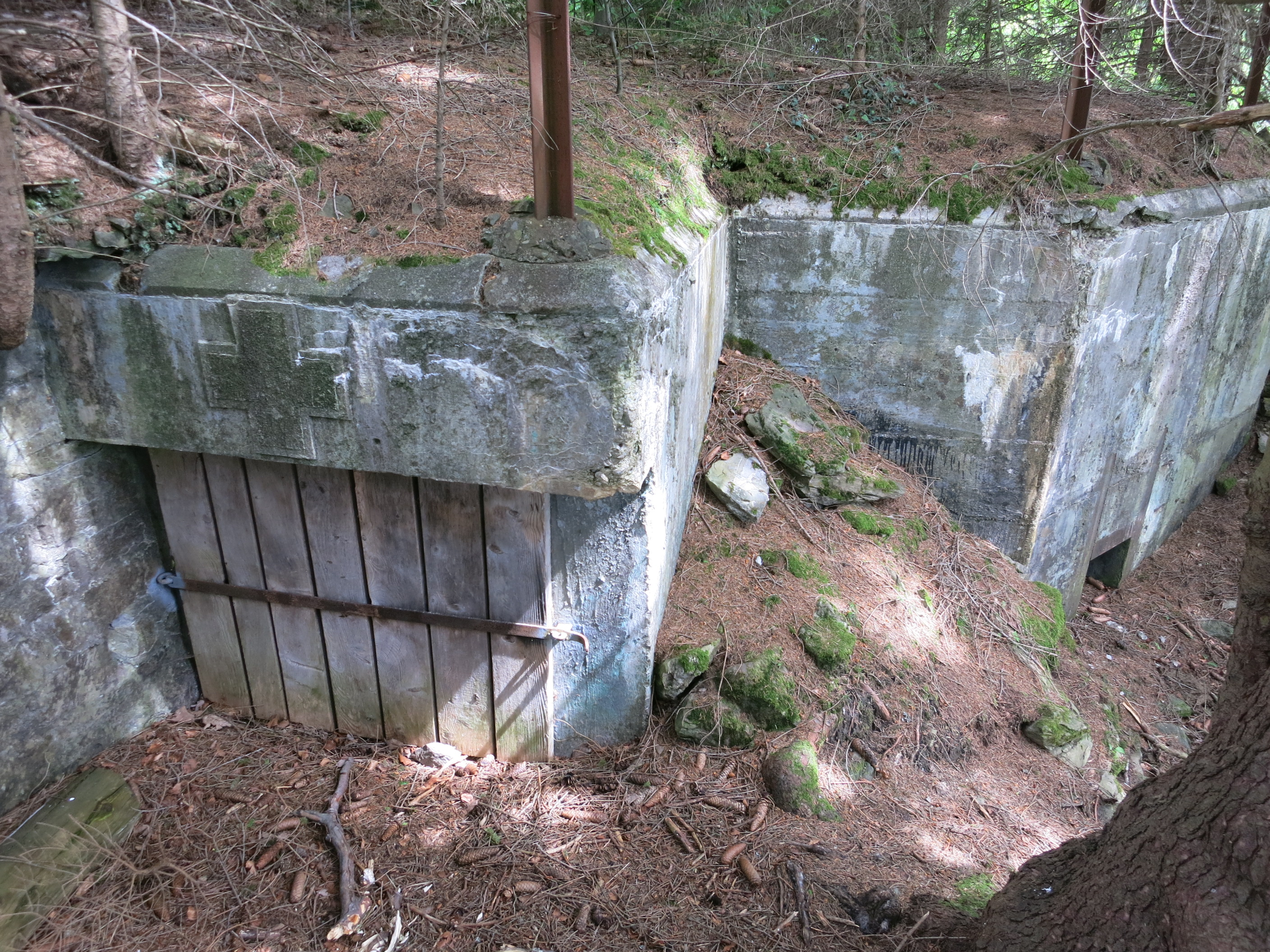
Lmg-Bunker Alvier III A 6057
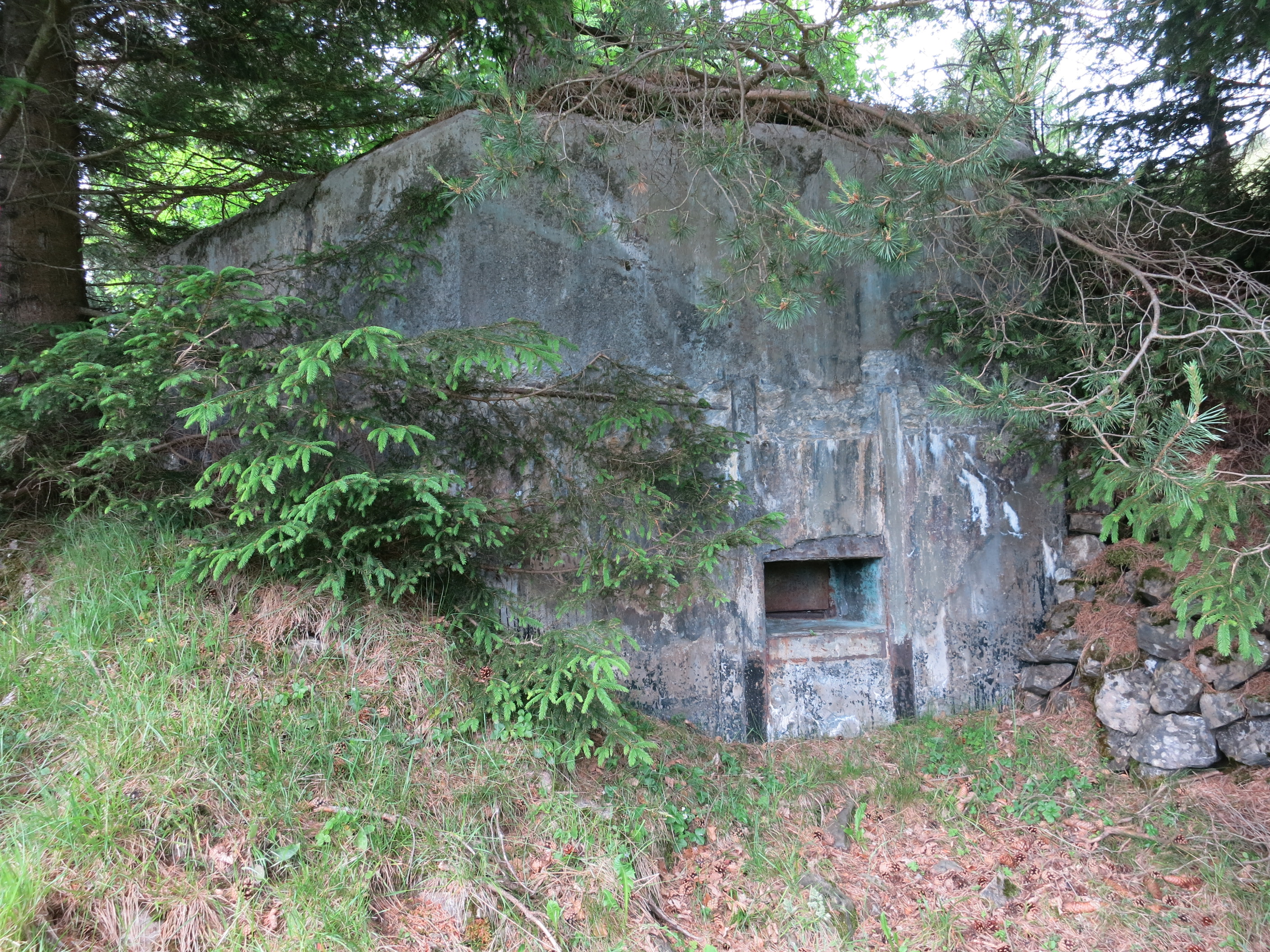
Lmg-Bunker Alvier I A 6059
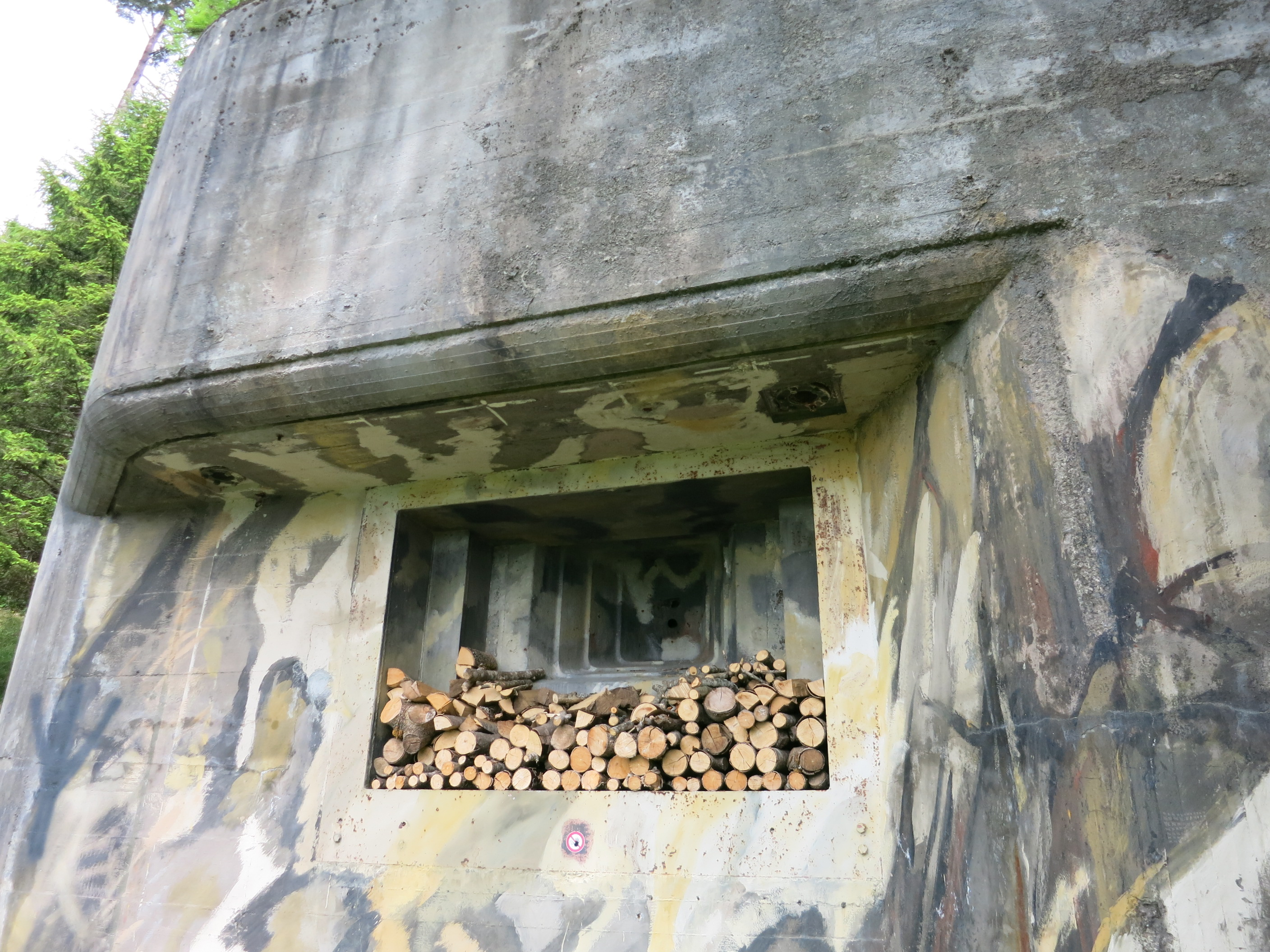
Mg-Bunker Kaufboden A 6060

### Anlagen Abschnitt Trübbach

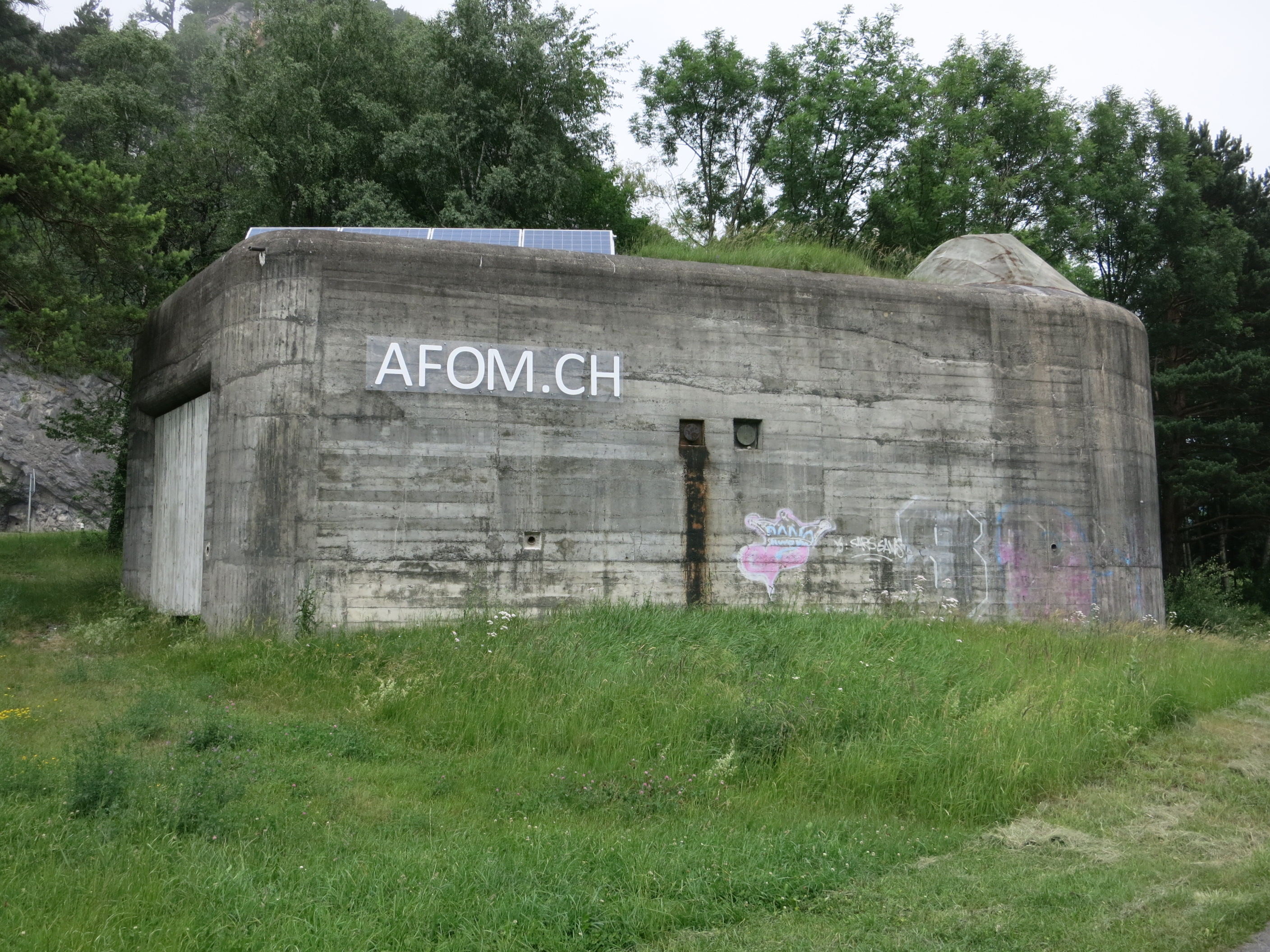
Infanteriebunker Rheinau 1 A 6135

Das Panzerabwehrschwergewicht lag auf dem teilweise nur 250 Meter breiten Abschnitt zwischen Schollberg und Rhein.
- Infanteriebunker Wiesenrank A 6068 Lmg 		⊙
- Infanteriebunker Mumpertjörs A 6069 Mg 		⊙
- Infanteriebunker Kracher II A 6070 Lmg 		⊙
- Infanteriebunker Kracher I A 6071 Lmg 		⊙
- Infanteriebunker Bergweite A 6072 Mg 		⊙
- GPH Bergweite T 3315		⊙
- Artilleriebunker Lauterbach A 6073 		⊙
- Infanteriebunker Lusbüchel A 6074 Lmg 		⊙
- Infanteriebunker Wolfsloch A 6075 Mg 		⊙
- Unterstand Walsergasse II A 6076 		⊙
- Unterstand Walsergasse I A 6077 		⊙
- Infanteriebunker Scherm A 6078 Lmg 		⊙
- Infanteriebunker Mazifer II A 6079 Mg 		⊙
- Infanteriebunker Mazifer I A 6080 		⊙
- Infanteriebunker «Am Weg zum Pflanzgarten» A 6083 Mg 		⊙
- Unterstandskaverne Richtbühl A 6085 		⊙
- Infanteriewerk IW Richtbühl A 6086 Mg, Beob, Pak ⊙
- BG Bunker Richtbühl A 6087 nicht verbunden mit IW		⊙
- Infanteriewerk IW Bühl A 6088 		⊙
- IK Stand Bühl A 6089 mobile Infanteriekanone IK 		⊙
- IR Beobachterstand Richtbühl A 6090 		⊙
- GPH T3315, Abschnitt Richtbühl / Bühl		⊙
- Infanteriebunker Kaverne Fluhwand A 6120 Mg 		⊙
- Infanteriebunker Matug Kantine A 6121 Lmg 		⊙
- Infanteriebunker Matug Hang A 6122 Mg 		⊙
- Munitionskaverne und Unterstand A 6123 		⊙
- Unterstandskaverne A 6124 		⊙
- Unterstandskaverne A 6125		⊙
- Infanteriebunker Kaverne Schollbergkopf A 6126 Mg 	⊙
- Unterstandskaverne A 6127 		⊙
- Unterstandskaverne A 6128		⊙
- Unterstandskaverne A 6129 		⊙
- Munitionskaverne und Unterstand A 6130 		⊙
- Artilleriekommandoposten und Beobachter Schollberg, Stand Nord A 6131	⊙
- Infanteriebunker Rheinau 2 A 6134 Mg 	⊙
- Infanteriebunker Rheinau 1 A 6135 Mg ⊙
- GPH Wegbarrikade in Fussbrücke T 3313	⊙
- GPH Schollberg T 3314	⊙
- GPH Trübbach als Tankgraben T 3315 ⊙
- Stauwehr Flutung Sarganser Au		⊙
- GPH BBB Höcker und Schienen T 3315 ⊙
- GPH BBB Höcker und Schienen T 3315		⊙
- GPH Schollberg Süd T 3317, Überflutung Sarganserau abgebaut 	⊙
- GPH und Bachsperre T 3317, zwischen Schollberg 2 und Saarkanal ⊙

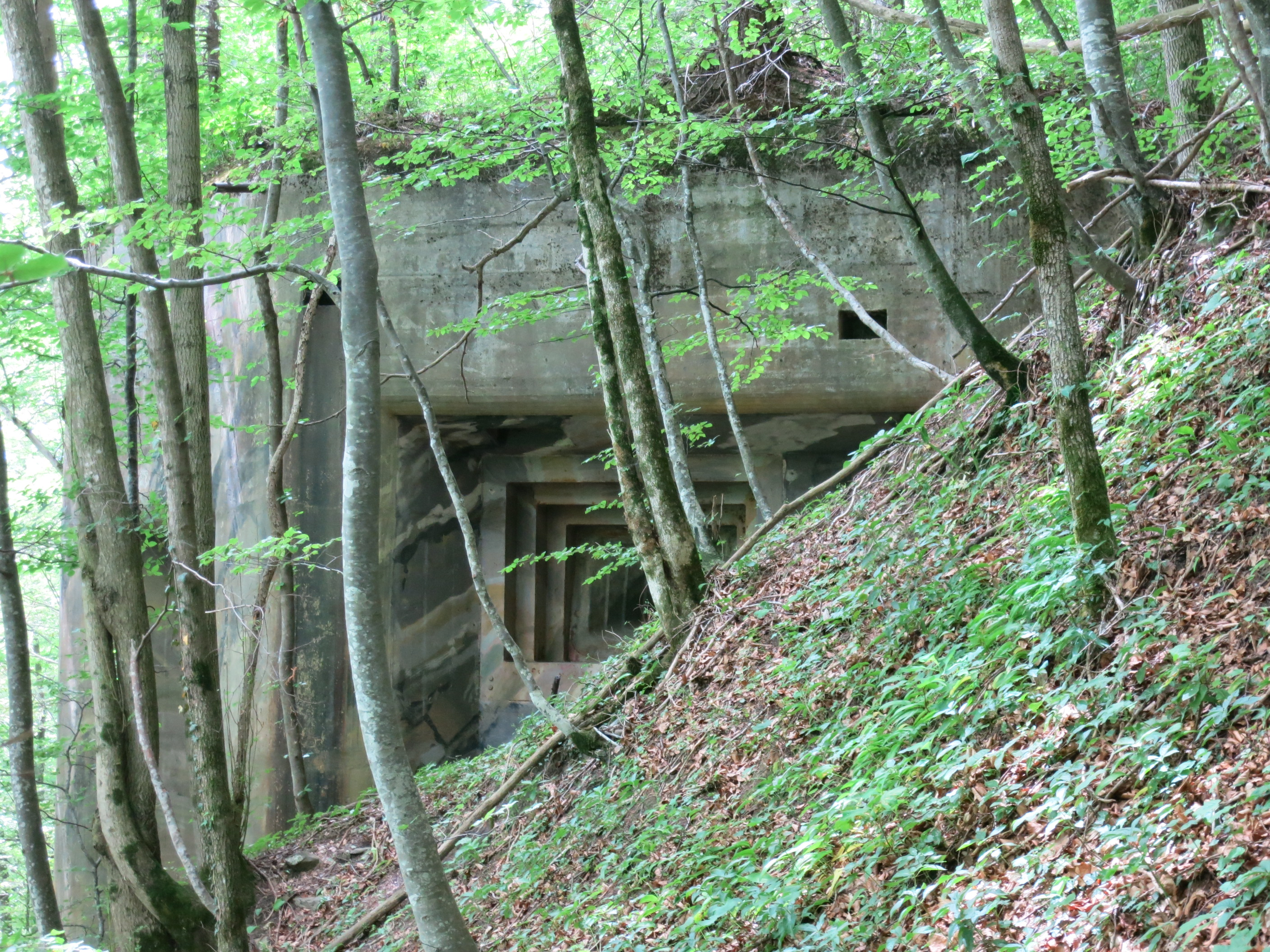
Mg-Bunker Mumpertjörs A 6069
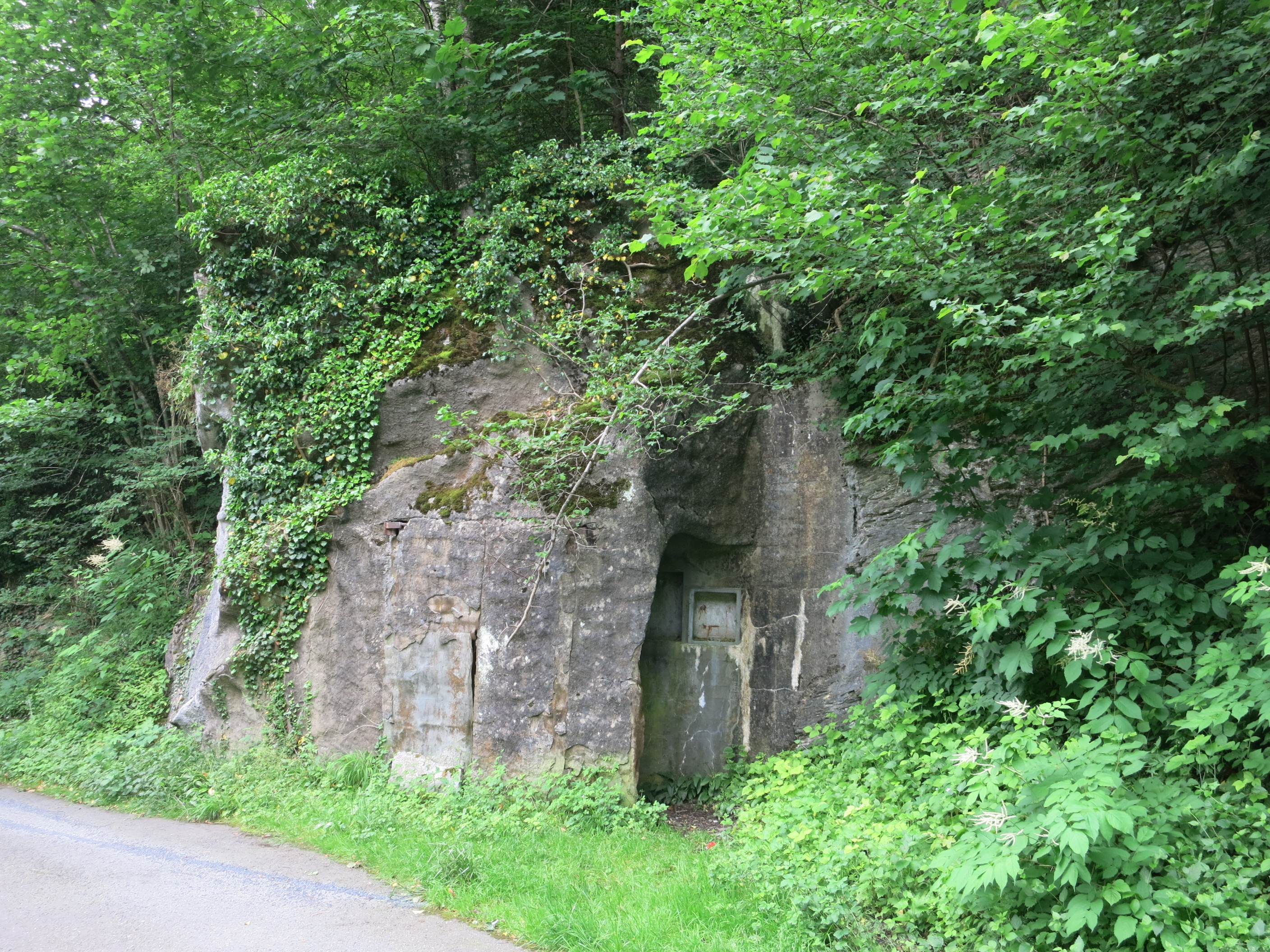
Infanteriewerk Richtbühl A 6086
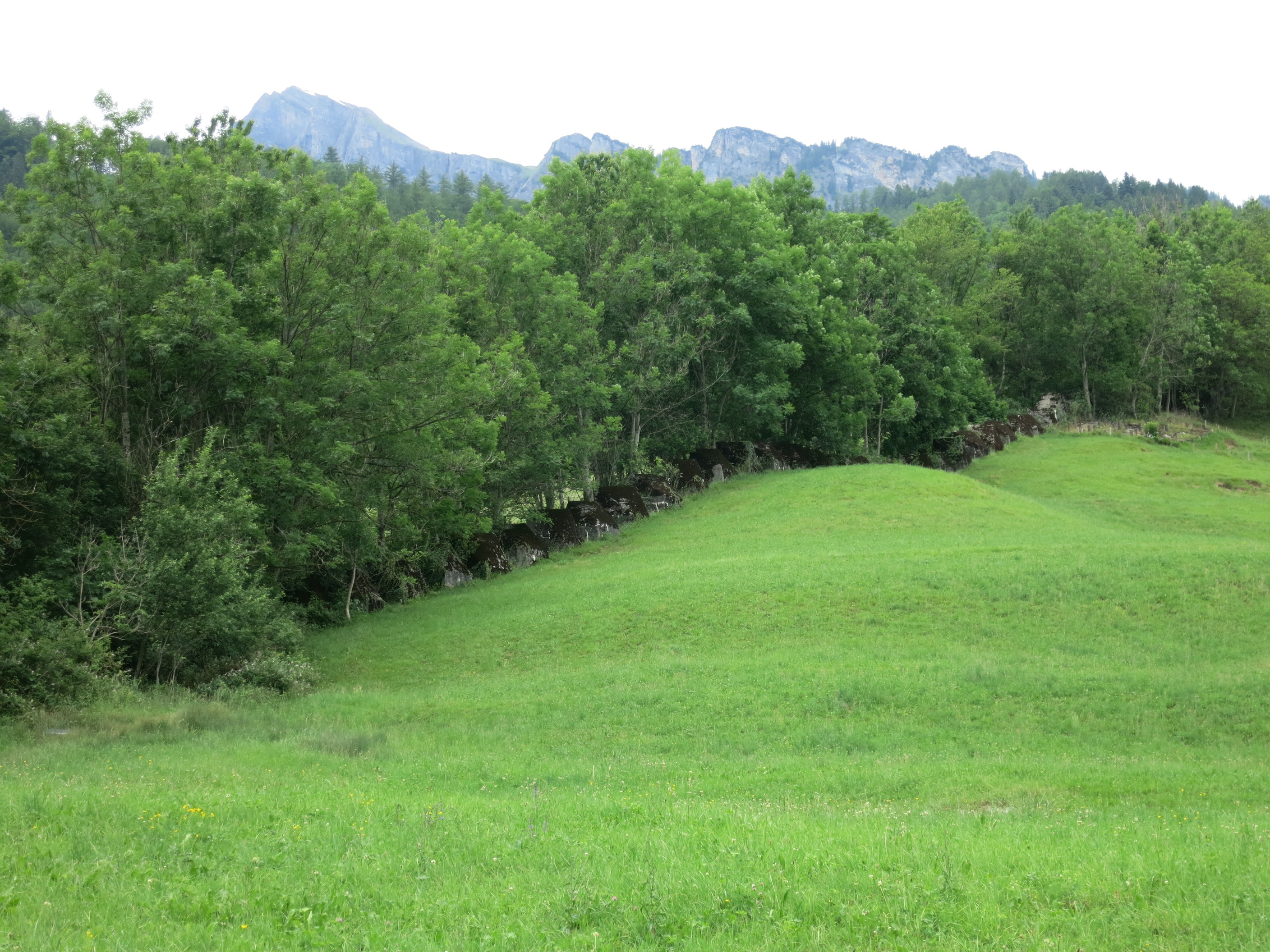
GPH Bergweite T 3315
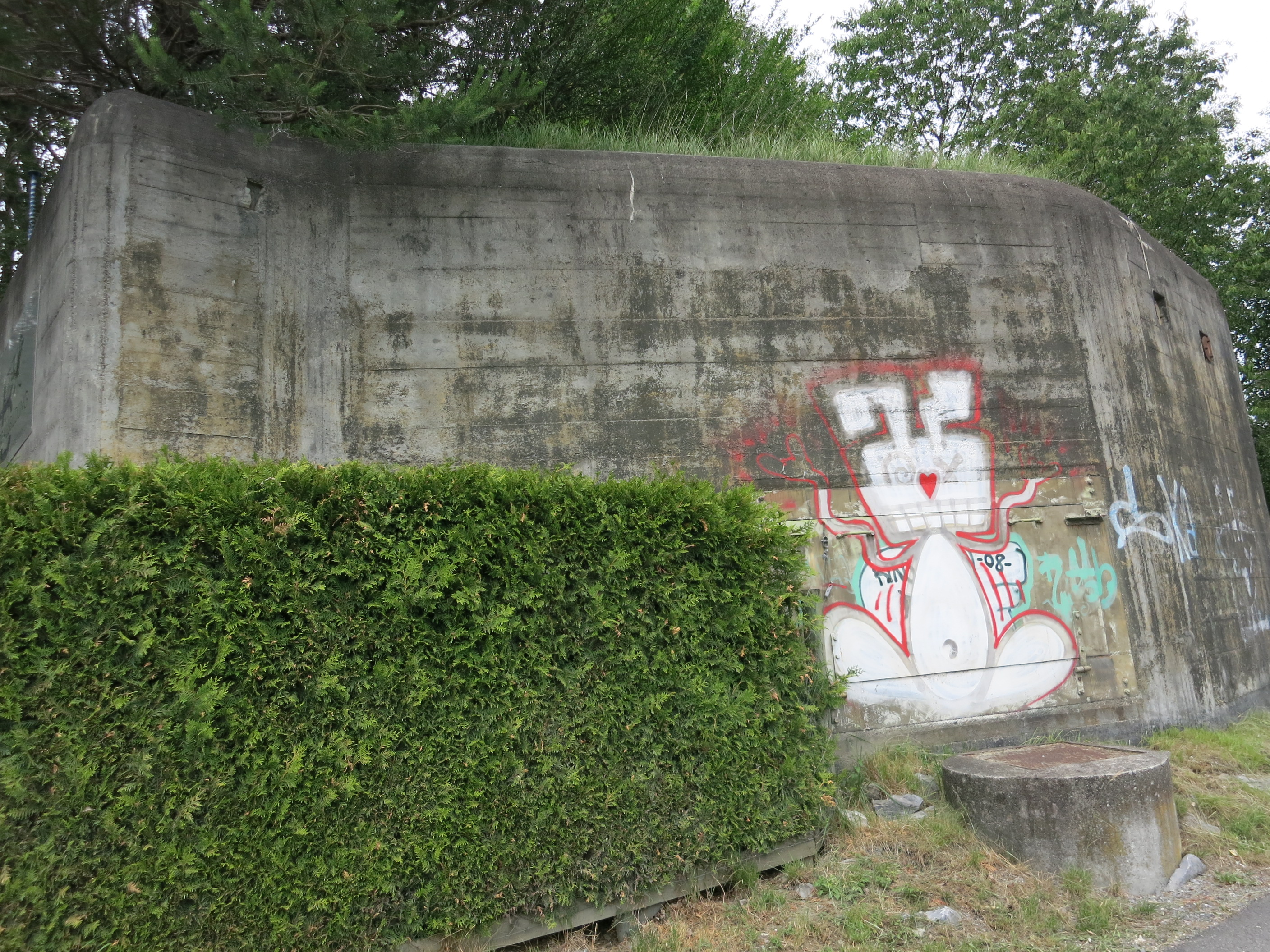
Infanteriebunker Rheinau A 6134

## Sperrstelle Sarganser Au

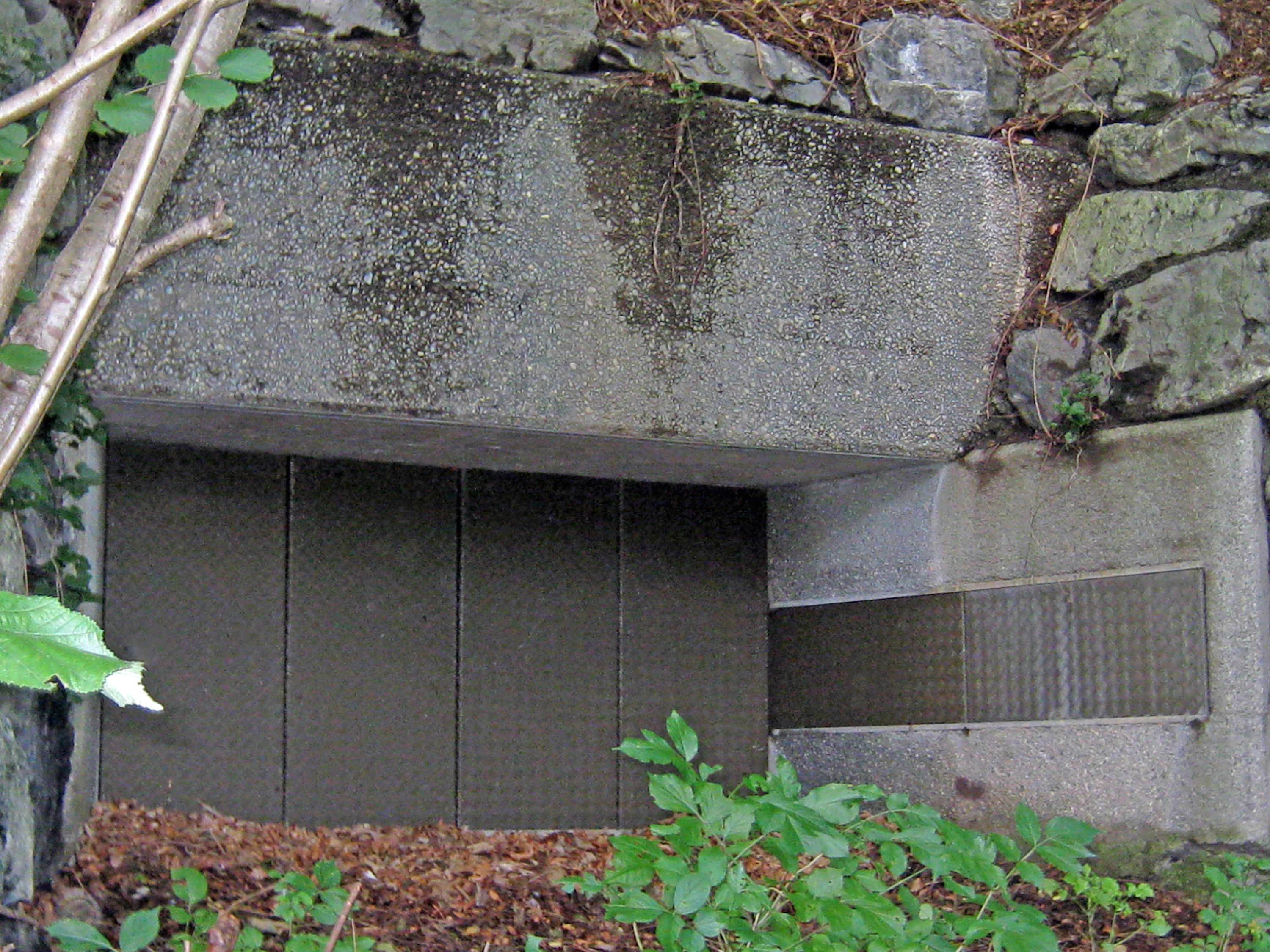
Infanteriebunker Schollberg Nord Centibunker A 6182

Die Sperrstelle Sarganser Au (Armeebezeichnung Nr. 1307) besteht neben dem Artilleriewerk Schollberg aus vier Bunkerlinien mit über 20 Bunkern. Die Sarganser Au bildete südlich hinter dem 1.5 km breiten Engnis zwischen Schollberg und Ellhorn die Schlüsselfront der Festung Sargans. Sie war die direkte Eintrittspforte in das Becken von Sargans und erlaubte einem durchgebrochenen Gegner den Vorstoss Richtung Süden zum östlichen Tor der Gotthardfestung und Richtung Westen via Walensee in die Innerschweiz.
Mittels eines tiefgestaffelten Verteidigungssystems auf einer Frontlänge von rund 3 km sollte ein solcher Durchbruch verhindert werden. Eine erste Sperrkette bilden sechs Schindler-Bunker («Zuckerstock») mit Lmg am Rheindamm zur Sicherung des Rheins. Die zweite Verteidigungslinie führt der Saar entlang vom Baschärgiessen bis zum Schollberg mit einem langen Geländepanzerhindernis (GPH T 3320/3322), das mit zahlreichen Bunkern und Stosstruppunterständen ergänzt wurde. Diese waren mit einem Telefonnetz und durch Blinker verbunden. Die dritte Bunkerlinie liegt westlich und südlich der Saarlinie in der Ebene. Die vierte Verteidigungslinie befindet sich im Hang über der St. Gallerstrasse und wurde 1993 mit den zwei Centi Bunker verstärkt. Die Anlagen konnten sich gegenseitig Feuerschutz geben.
Ende der 1980er Jahre wurde das GPH mit einer Winkelmauer (GPH T 3321) von Vild zum Rhein ergänzt und 1990 kamen zwei Centi-Bunker als Panzerabwehr dazu, die 2003 ausgemustert wurden.
1993 wurden zwei Centurion-Panzerabwehrbunker (10.5-cm-Kanone) und ein zeitgemässes Gelände-Panzer-Hindernis (GPH 66) ins Abwehrsystem der Sarganserau eingefügt.

### Flutungssystem

Vilterser-Wangser Kanal in Trübbach mit Stauwehr

In der Sarganser Au wurde 1962 ein grossflächiges Flutungssystem eingerichtet. Beim Vilterser-Wangser-Kanal in Trübbach wurde ein Stauwehr und bei der Rheinschwelle Ellhorn ein Wassereinlass gebaut, mit dem im Ernstfall die Auenlandschaft mit Flusswasser geflutet werden konnte. Dadurch wäre innert weniger Tage ein rund 1.60 Meter tiefer See entstanden, der sich bis zum Bahnhof Sargans ausgebreitet, jedoch die höher gelegenen Bunker in der Au nicht überflutet hätte. Der Rhein hätte sich bei Niedrigwasser durch genau berechnete, abzulassende Wassermengen aus Stauseen temporär anschwellen lassen.
- Infanteriebunker Rheindamm 6 A 6136 (Schindler) Lmg ⊙
- Infanteriebunker Rheindamm 5 A 6137		⊙
- Infanteriebunker Rheindamm 4 A 6138		⊙
- Infanteriebunker Rheindamm 3 A 6139		⊙
- Infanteriebunker Rheindamm 2 A 6140		⊙
- Infanteriebunker Rheindamm 1 A 6141		⊙
- Unterstand Ellhorn A 6142		⊙
- Unterstand Ellhorn A 6143		⊙
- Unterstand Ellhorn A 6144		⊙
- Unterstand Ellhorn A 6146		⊙
- Bataillonskommandoposten KP Naus A 6149, Baujahr 1962, Füs Bat 183 ⊙
- Telefonzentrale Egg A 6152 ⊙
- Kaverne und Bataillonskommandoposten «KP Vild» A 6153 zwei Mg, Beobachter ⊙
- Mg Kaverne Römerstrasse A 6154		⊙
- Infanteriebunker Rheinknie A 6156 Lmg	⊙
- Infanteriebunker Saarspitz A 6159 Mg bei GPH T 3321 ⊙
- Infanteriebunker A 6160 Mg		⊙
- Unterstand Äuli 2 A 6161, für die Aussenverteidigung der Bunker ⊙
- Sarganserau 2 A 6162 Mg		⊙
- Unterstand Äuli 1 A 6163		⊙
- Sarganserau 3 A 6164 Mg ⊙
- Unterstand Hüttenau A 6165		⊙
- Saar Rheinbrugg Landi A 6166		⊙
- Infanteriebunker A 6167 Mg		⊙
- Infanteriebunker Baschäräuli A 6168 Mg 		⊙
- Unterstand Baschär A 6169 		⊙
- Infanteriebunker Melserau 2 A 6170 Mg	⊙
- Unterstand Baschärgiessen 2 A 6171		⊙
- Unterstand Baschärgiessen 1 A 6172 ⊙
- Melserau 3 A 6173 Mg		⊙
- Unterstand Melchi A 6174		⊙
- Melserau 1 A 6175 Mg 		⊙
- Unterstand Schwettnen A 6178		⊙
- Unterstandkaverne A 6179, im Kalten Krieg erbaut ⊙
- Unterstandkaverne A 6180 ⊙
- GPH mit Schienen T 3320 (Abschnitt abgebrochen)⊙
- GPH Saarkanal T 3320 ⊙
- Infanteriebunker Schollberg Süd Centibunker A 6181 ⊙
- Infanteriebunker Schollberg Nord Centibunker A 6182 	⊙
- GPH mit Schienen T 3320 West, Abschnitt abgebrochen	⊙
- GPH mit Schienen T 3320 Ost, Abschnitt abgebrochen	⊙
- GPH 66 T 3321		⊙
- GPH Vilderweg Saarhof T 3321	⊙
- GPH Saar T 3322	⊙

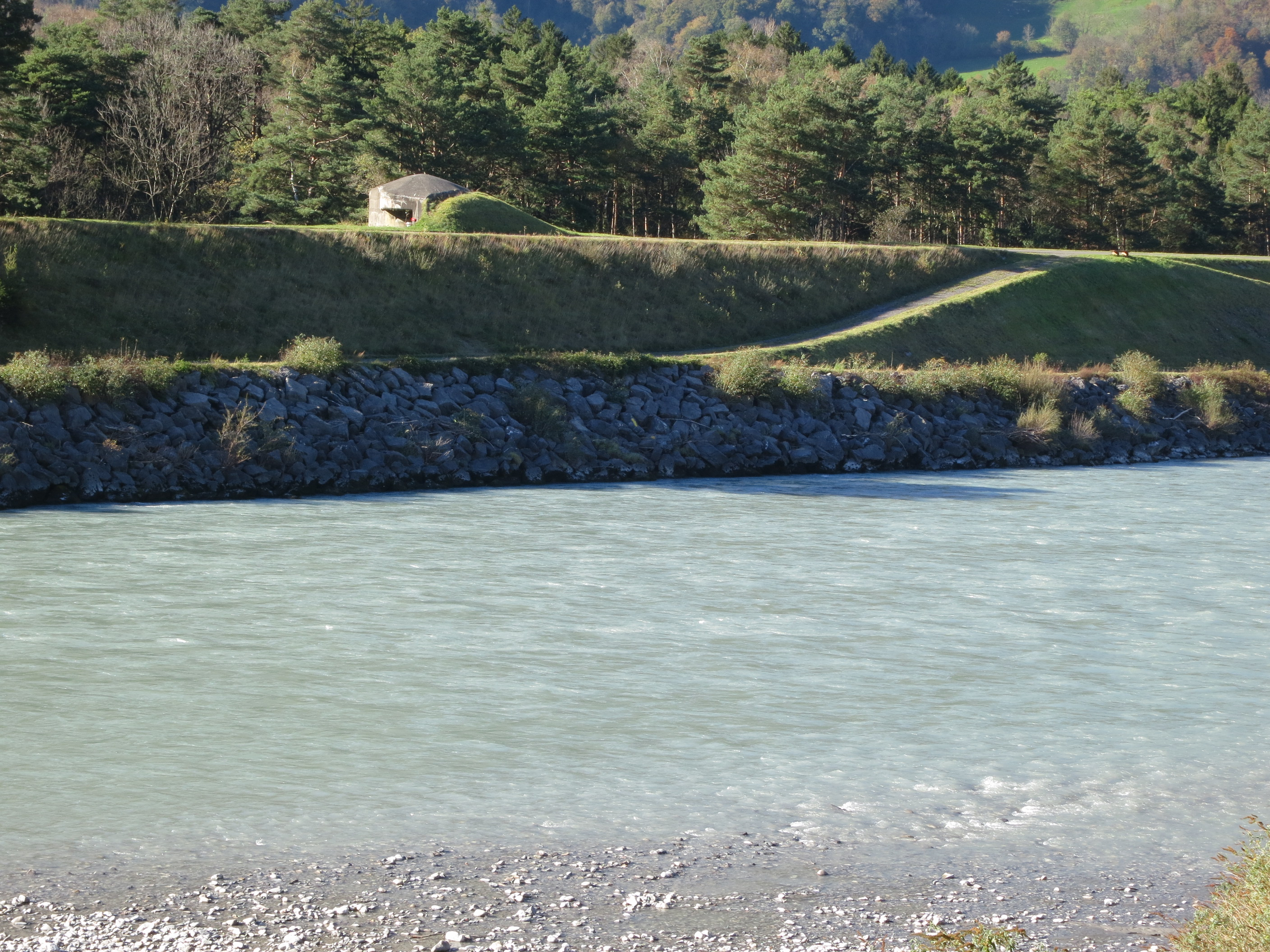
Infanteriebunker Rheindamm 3 A 6139
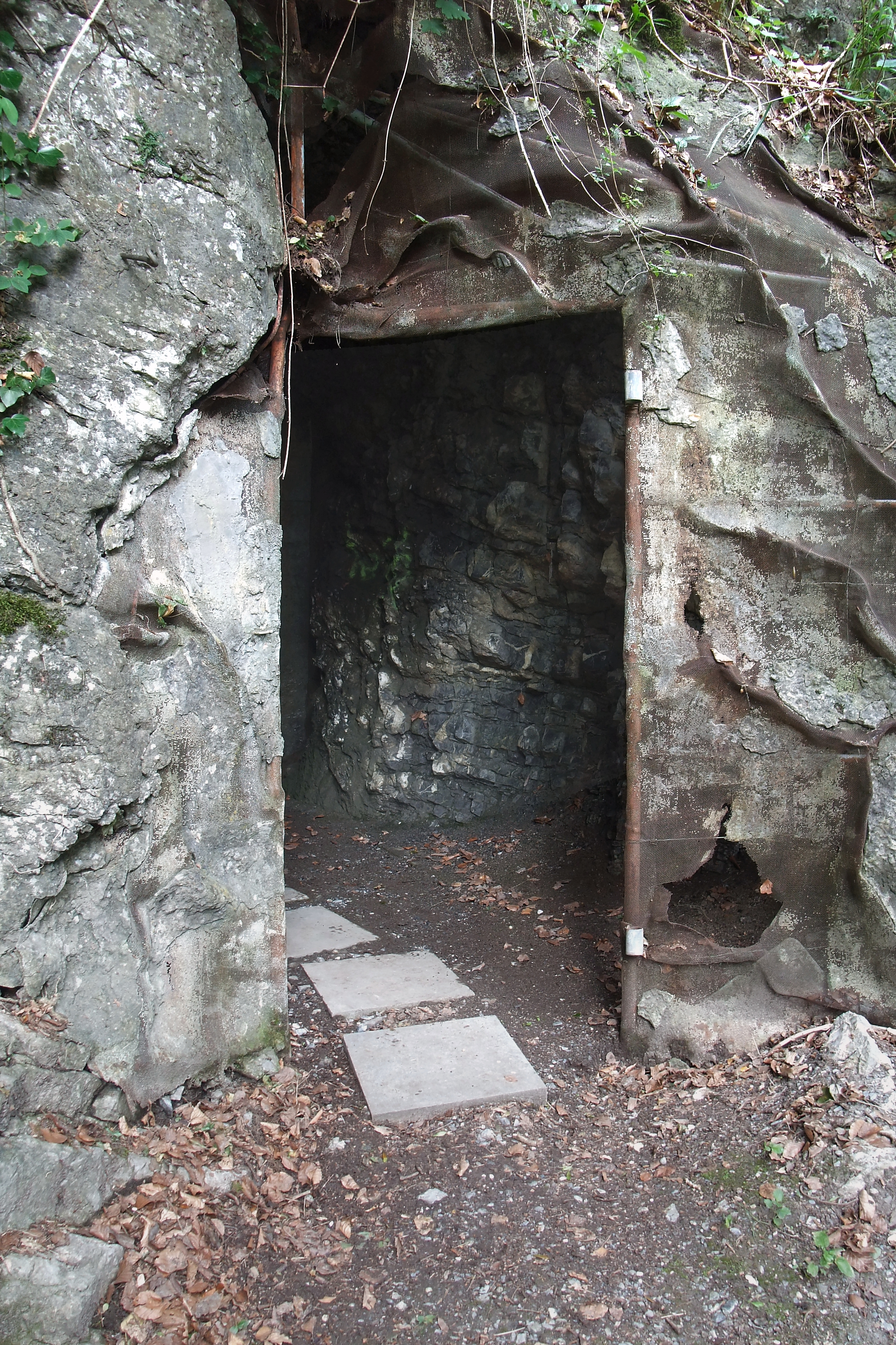
KP Vild A 6153
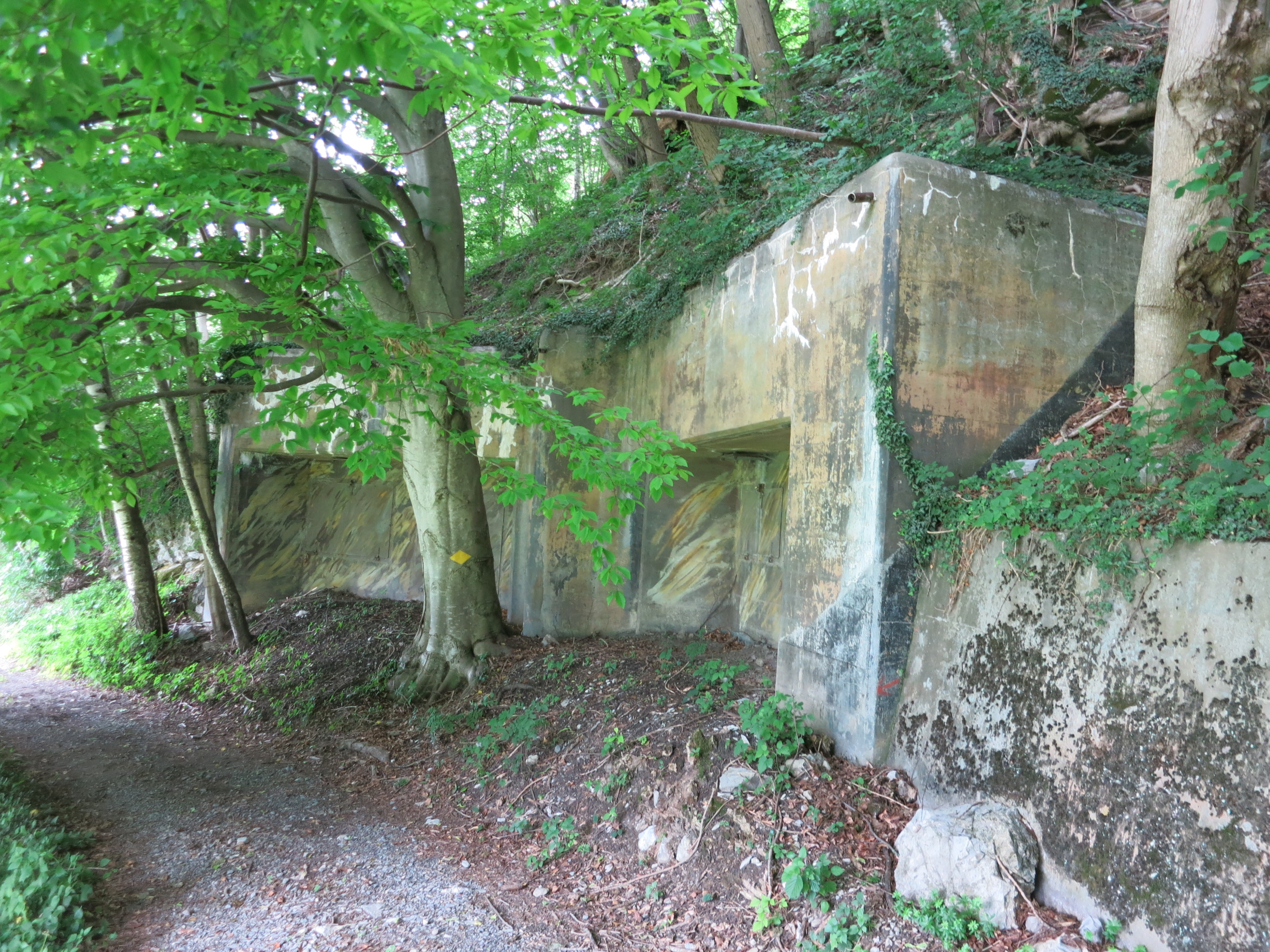
Mg-Kaverne Römerstrasse A 6154
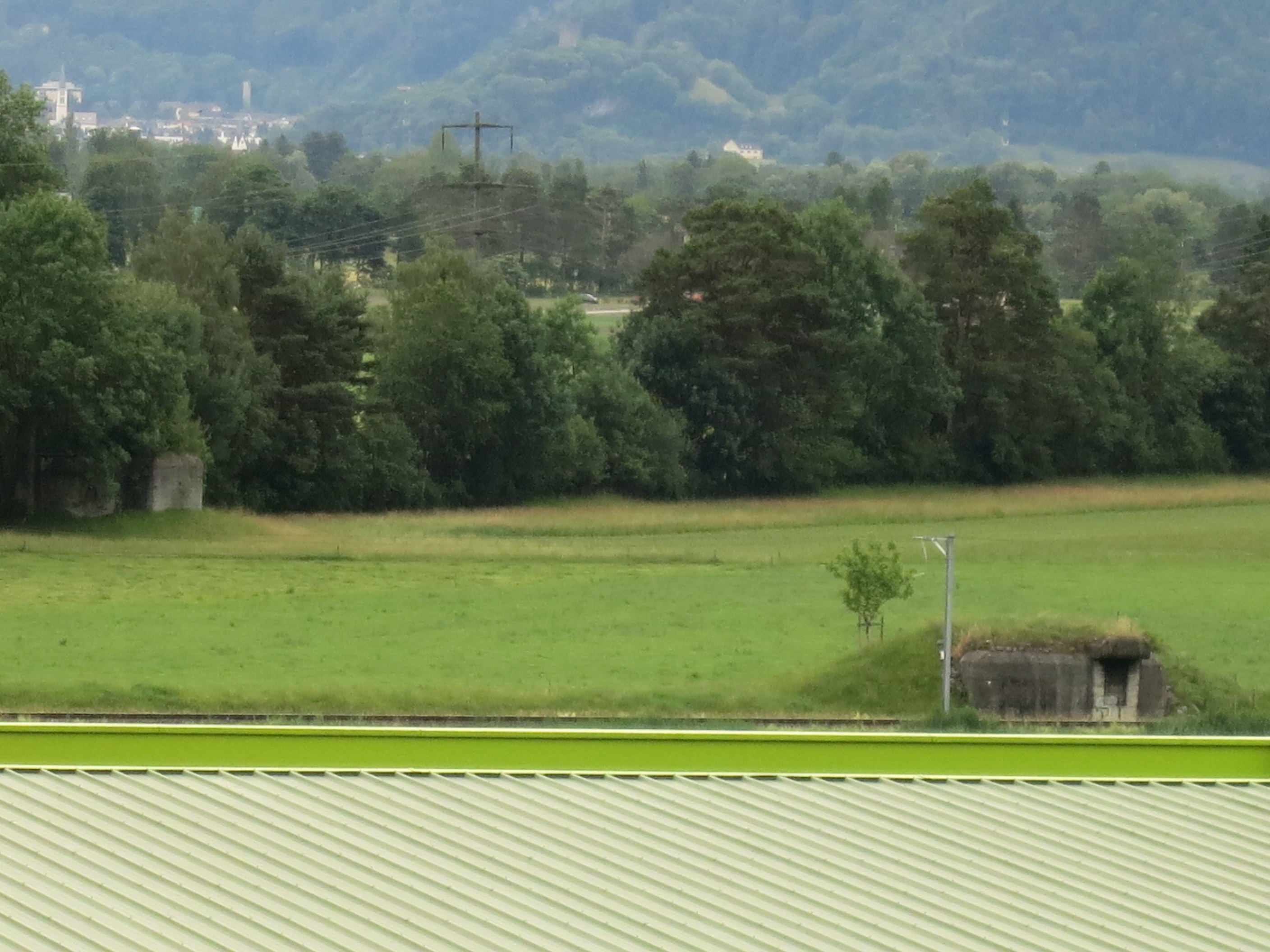
Sarganser Au A 6161 6162

## Artilleriewerk Ansstein
Das Artilleriewerk Ansstein (Armeebezeichnung A 6256) mit der Sperrstelle Ansstein befindet sich auf dem Gebiet der Gemeinde Fläsch im Kanton Graubünden nahe der Grenze zu Liechtenstein. Schollberg und Ansstein wurden als sich gegenseitig flankierende Artilleriewerke gebaut. Bei der Mobilmachung am 2. September 1939 waren erst die beiden Gebirgskanonen 06 und das Mg feuerbereit. Ansstein wurde im September 1940 dem Festungskommando Sargans unterstellt. Das zugehörige Geländepanzerhindernis wurde 1939 mit mehreren Unterständen, Kavernen und Bunkern zur Nahverteidigung bis Mitte 1940 gebaut.
Das Artilleriewerk war mit zwei 7.5-cm-Bunkerkanonen und anfänglich mit zwei 7.5-cm-Gebirgskanonen 06 im Eingangsbereich bewaffnet. Letztere wurden 1942 durch zwei Maschinengewehre und zwei 4.7-cm-Panzerabwehrkanonen (später 9-cm-Pak) ersetzt. 1962/63 wurde ein Infrarotscheinwerfer installiert. Mit der Entfernung der 9-cm-Panzerkanonen diente das Werk ab 1990 nur noch als Unterkunft. Im Jahr 2000 wurde es vollständig ausgeräumt.
Im Zweiten Weltkrieg war das Werk von der Fest Art Kp 39, mit der Armee 61 von der Fest Art Kp II/13 und ab den 1980ern von der Werk Kp 52 besetzt.
- Artilleriewerk Ansstein A 6256: vier 7.5 cm Bunkerkanonen, zwei Pak und Mg ⊙

## Sperrstelle Ansstein

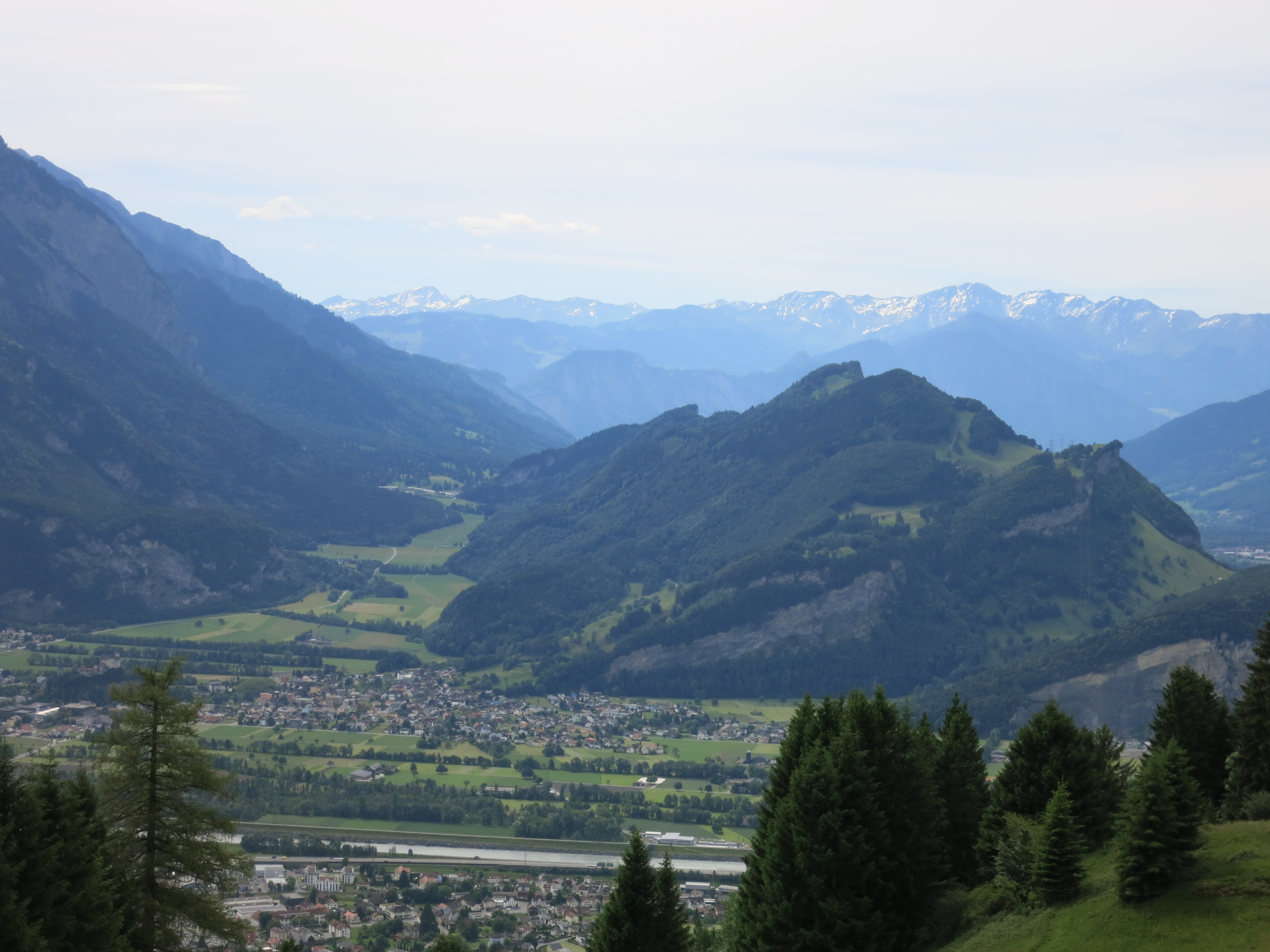
Sperrstelle Ansstein zwischen Balzers FL (vorn) und Luzisteig GR (Hintergrund), rechts Guschaspitz

Die Sperrstelle Ansstein (Armeebezeichnung Nr. 1316) verläuft der Landesgrenze zu Liechtenstein entlang vom Gipfel des Ellhorns durch das Elltal über den Fläscherberg hinunter ins Fläscher Riet, von dort den Bergkamm hinauf, vorbei am Guschner Gir zum Mittlerspitz und am Rotspitz vorbei bis zum Guschasattel.
Der Bau der Sperrstelle wurde 1939 mit dem Geländepanzerhindernis begonnen. Bis Mitte 1940 wurden mehrere Unterstände, Kavernen und Bunker zur Nahverteidigung des Werkes gebaut. Das 1939 erbaute fünfreihige Schienenhindernis T 3326 wurde 1941 mit einer dahinter liegenden Reihe von BBB-Höckern verstärkt. Ein Teil der Schutzunterstände ist nach dem Weltkrieg bis 1955 entstanden. 1960 baute die Festungswachtkompanie 13 mit dem Sappeurbataillon 13 zwischen der Landesgrenze und St. Luzisteig als Verstärkung 24 Kugelbunker (U4) und 9 Unterstände (U12) ein.
Während des Zweiten Weltkriegs wurde die Sperrstelle durch das Gebirgsgrenzfüsilierbataillon 282 und während des Kalten Krieges das Füsilierbataillon 158 (später Füs Bat 159) verteidigt. Die Werke Ansstein und Fläscherloch sowie die Bunker wurden nacheinander von der Festungsartilleriekompanie 39 (später Fest Kp 39), der Fest Kp II/13 und von der Werkkompanie 38 und 52 besetzt.
- Unterstandskaverne Guschaspitz A 6220	⊙
- Bat KP und Art Beobachter Guschaspitz A 6221 Füs Bat 158		⊙
- Art KP und Beobachter Ochsenberg A 6222 Mg ⊙
- Felsenwerk Elleli A 6226 Mg 		⊙
- Infanteriebunker Wisli Süd A 6231 Feld-Mg		⊙
- Infanteriebunker Obere Mattheide A 6235 2 Mg	⊙
- Infanteriebunker Hölzli Süd A 6236 2 Lmg ⊙
- Infanteriebunker Hölzli A 6237 2 Mg	⊙
- Infanteriebunker Hölzli Nord A 6238 2 Lmg ⊙
- Infanteriebunker Untere Mattheide A 6239 2 Mg	⊙
- Infanteriebunker Wisli A 6240 2 Mg	⊙
- Felsenwerk Ankaschnallkopf A 6241 Lmg	⊙
- Infanteriebunker Riegel A 6242 2 Lmg	⊙
- Felsenwerk Fläscherloch A 6243 Ik/Pak, 2 Mg, Bunkerkanone ⊙
- Felsenwerk und KMV Depot Guscha A 6250, 2 Mg, Lmg ⊙
- Infanteriebunker St. Luziensteig-Balzers A 6251 2 Lmg (abgebrochen)
- Infanteriebunker A 6252 ⊙
- Beobachtungsbunker A 6254 ⊙
- Kaverne A 6255 ⊙
- Infanteriebunker Anssteinwald A 6257 2 Lmg ⊙ (abgebaut wegen Grenzbereinigung von 1949 mit Liechtenstein)
- Infanteriebunker Anssteinwald A 6258 2 Lmg ⊙
- Infanteriebunker Anssteinwald A 6260 Mg ⊙
- Felsenwerk Anssteinhöhe A 6263 Mg, Lmg ⊙
- Unterstand Brunigrat A 6264 Lmg
- Felsenwerk Rotspitz A 6265 Lmg ⊙
- Unterstandskaverne A 6280	⊙
- GPH Ansstein T 3326	⊙

## Sperrstelle Ellhorn
Die Sperrstelle Ellhorn (Armeebezeichnung Nr. 1307) wurde 1948 unmittelbar nach dem Landabtausch mit Liechtenstein als neues schweizerisches Gebiet befestigt. Sie gehörte mit einem Infanteriebunker und einer Kampfkaverne zur Festung Sargans und hatte die bisherige Schwachstelle in der Front von Sargans zu schützen. Das Infanteriewerk wurde 1982 ausser Dienst gestellt.
Wegen seiner zentralen Lage mit einem guten Überblick über den Festungsraum Sargans beherbergte das Artilleriewerk Tschingel die Feuerleitstelle der Artillerieabteilung von vier Sarganser Festungen.
- Pak Kaverne IW Ellhorn A 6224	⊙
- Artilleriewerk Tschingel A 6225 ⊙
- Infanteriebunker Ellstein A 6229 ⊙

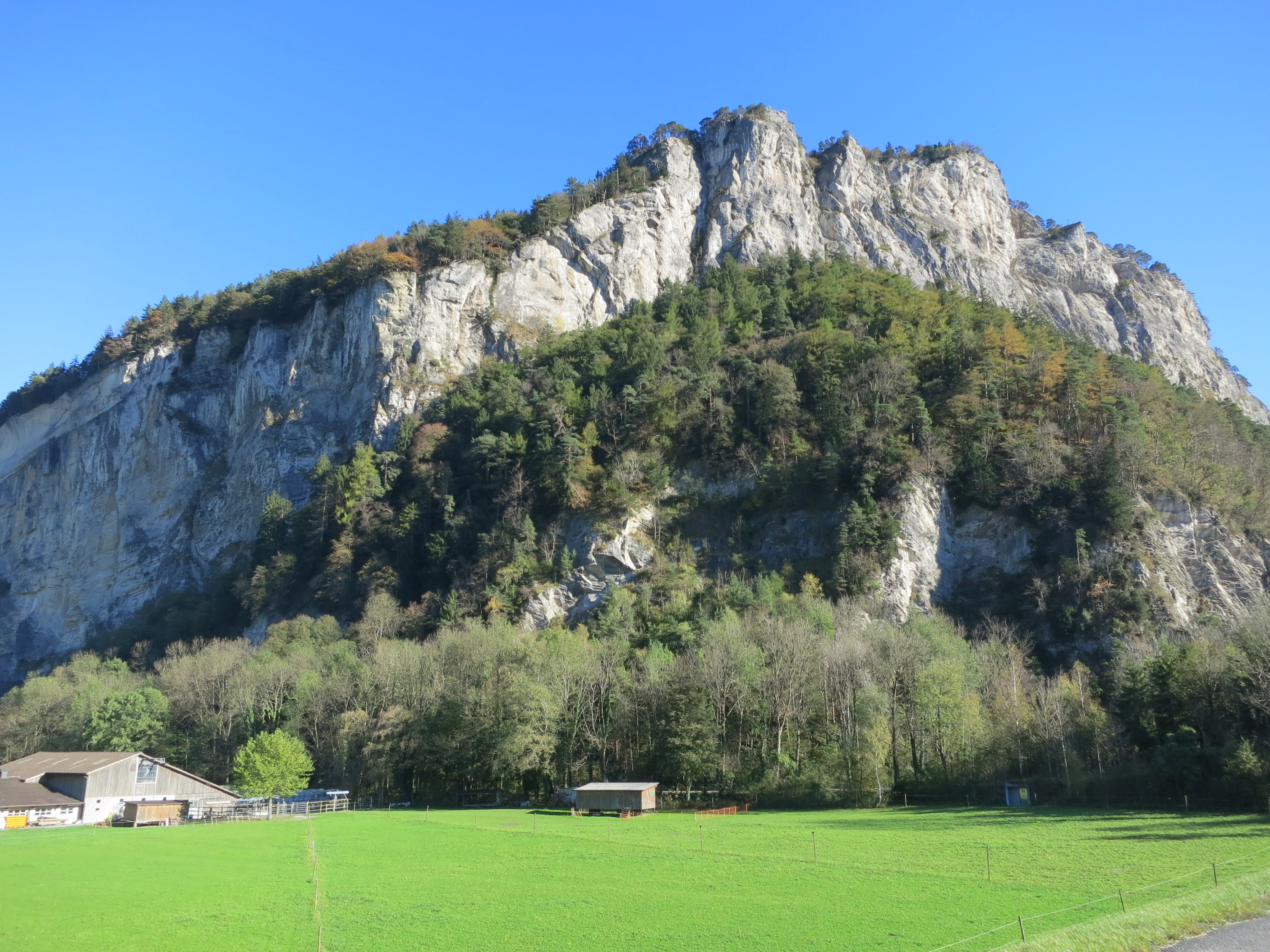
Pak Kaverne IW Ellhorn A 6224
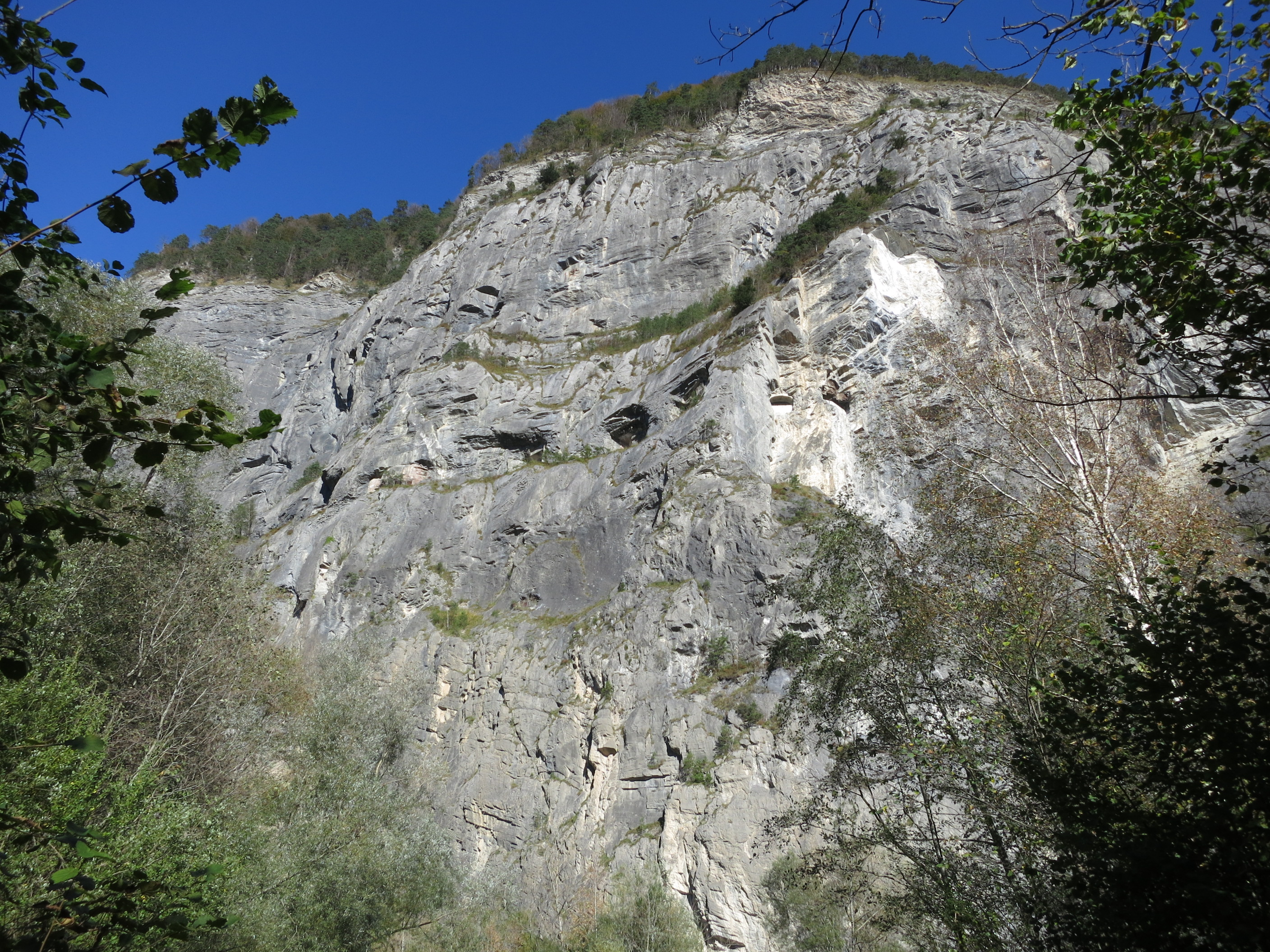
Artilleriewerk Tschingel A 6225
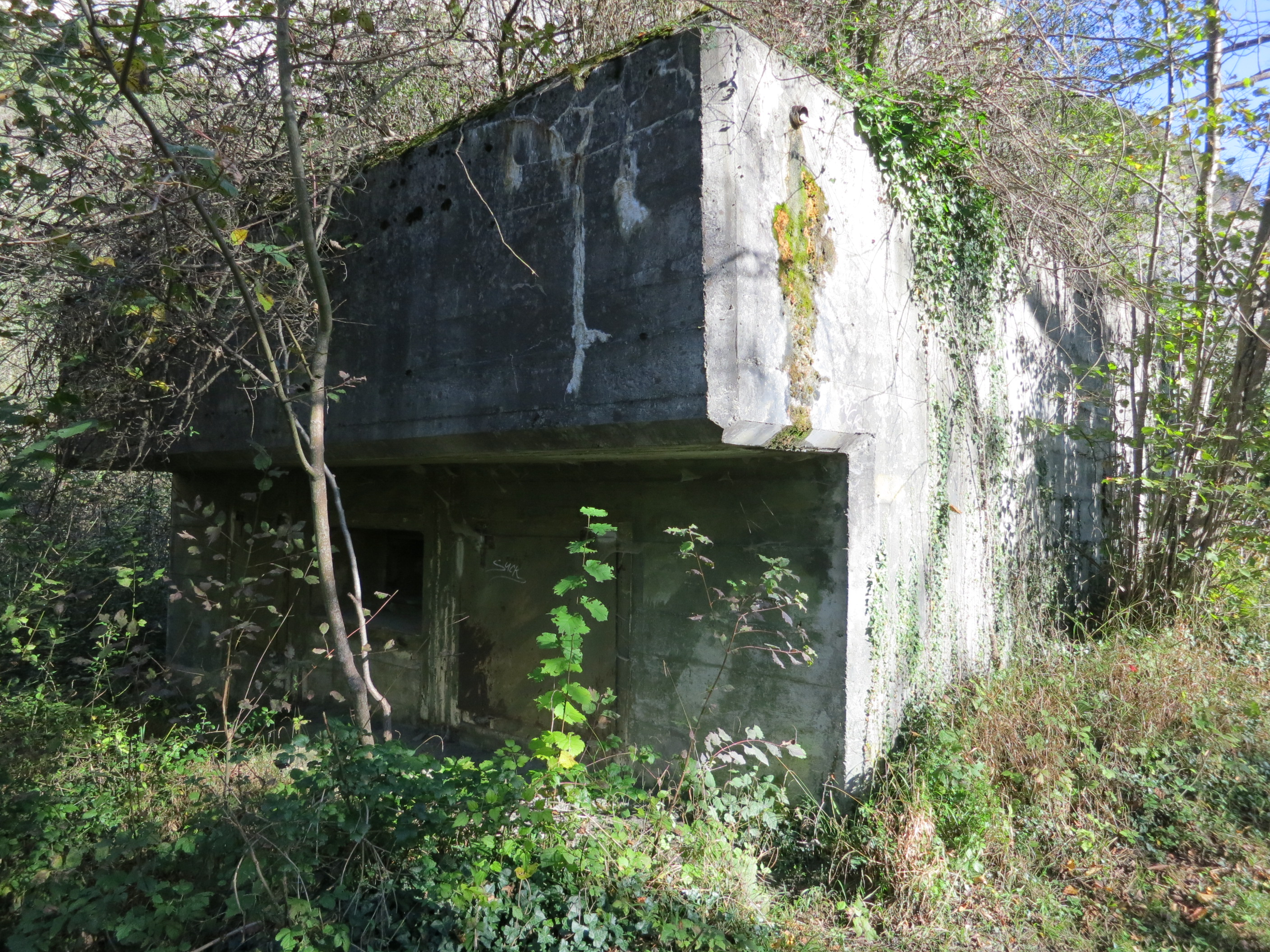
Infanteriebunker Ellstein A 6229
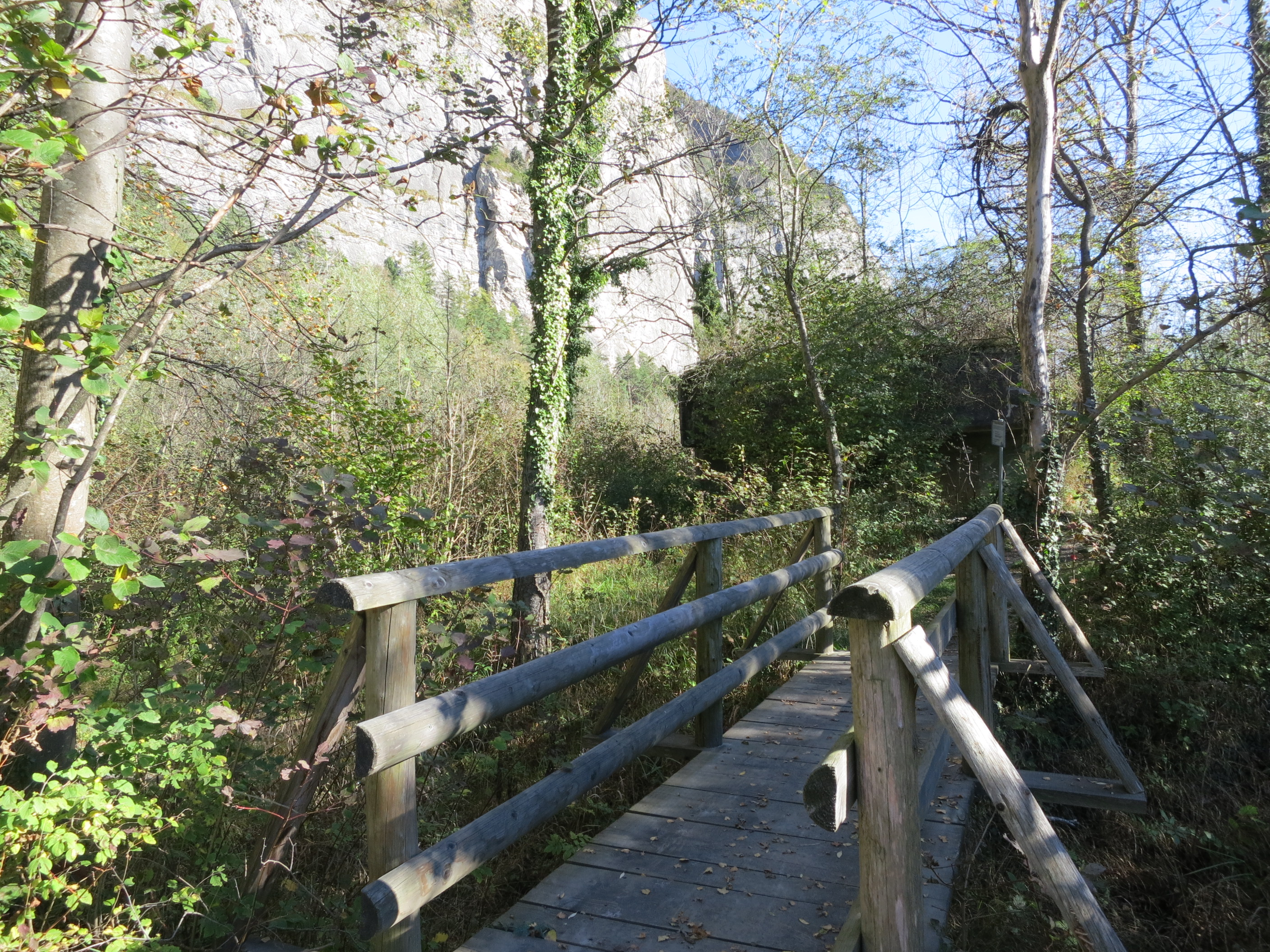
Infanteriebunker Ellstein A 6229

## Festungsvereine
Der Verein Artillerie-Fort-Verein-Magletsch AFOM bietet Führungen und Besichtigungen in den von ihm unterhaltenen Anlagen der Festungen Schollberg, Magletsch und dem Kommandoposten KP Vild an. Der Kommandoposten KP Vild wurde von der Ortsgemeinde Sargans erworben und vom AFOM wieder in Stand gestellt und gewartet. Diese Felskaverne war seit dem Zweiten Weltkrieg Kommandoposten und Kampfanlage mit zwei Mg.
Der Verein Pro Festungswerke Seeztal-Alvier besitzt die Anlagen Infanteriewerk Heiligkreuz A 6379 und Infanteriewerk Lavadarsch A 6065 der Sperrstelle Schollberg 1306.